# 르노삼성 SM5
르노삼성 SM5(Renault Samsung SM5)는 르노삼성자동차(현 르노코리아자동차)가 1998년에 출시한 전륜구동 방식의 중형 세단이다. 대한민국산 자동차 최초로 차명에 숫자를 붙여 배기량을 나타낸 자동차이기도 하다.

## 1세대(KPQ)

### SM520V/SM525V(1998년3월~2005년1월)

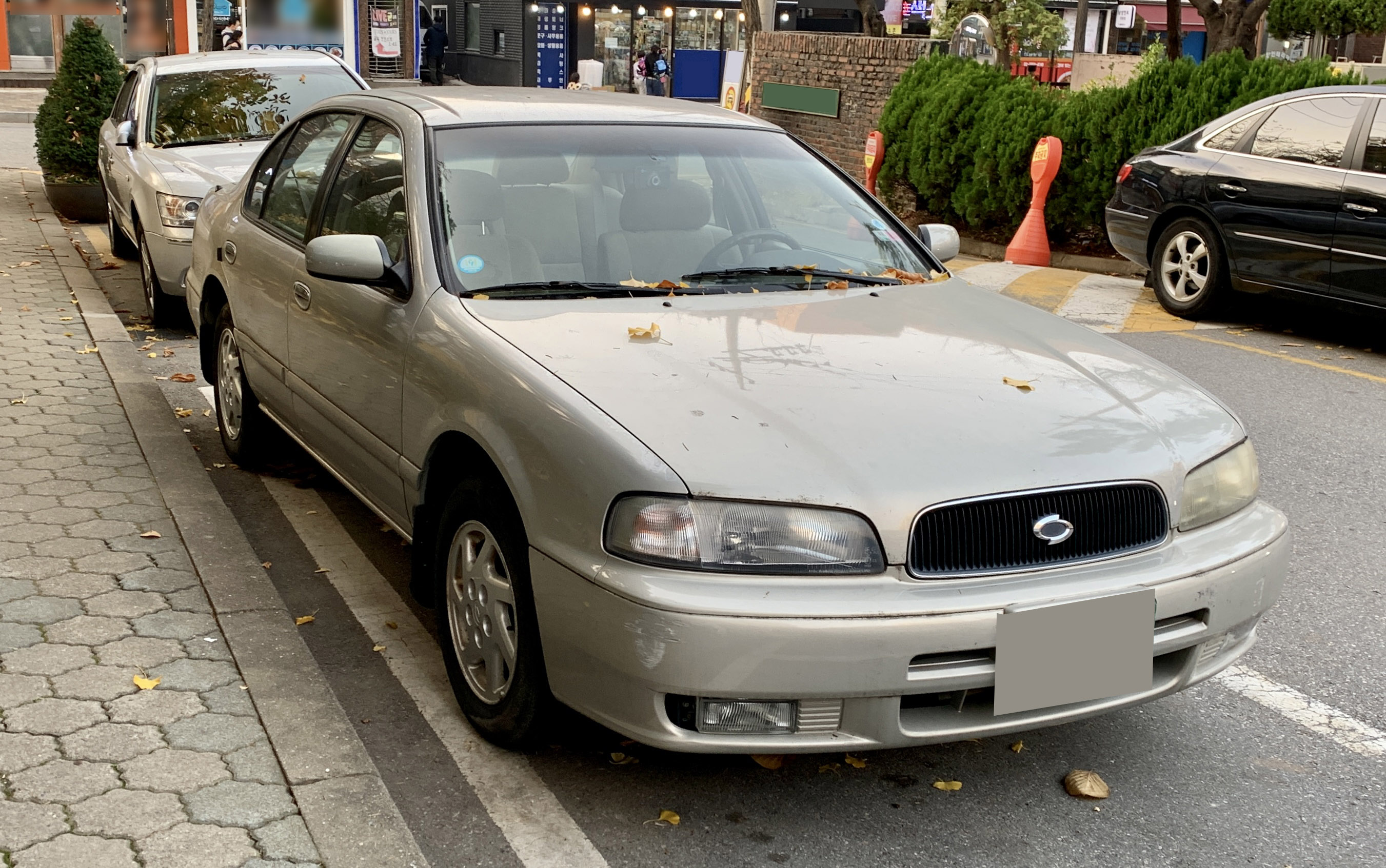
르노삼성 SM5 (4기통 전기형) 정측면

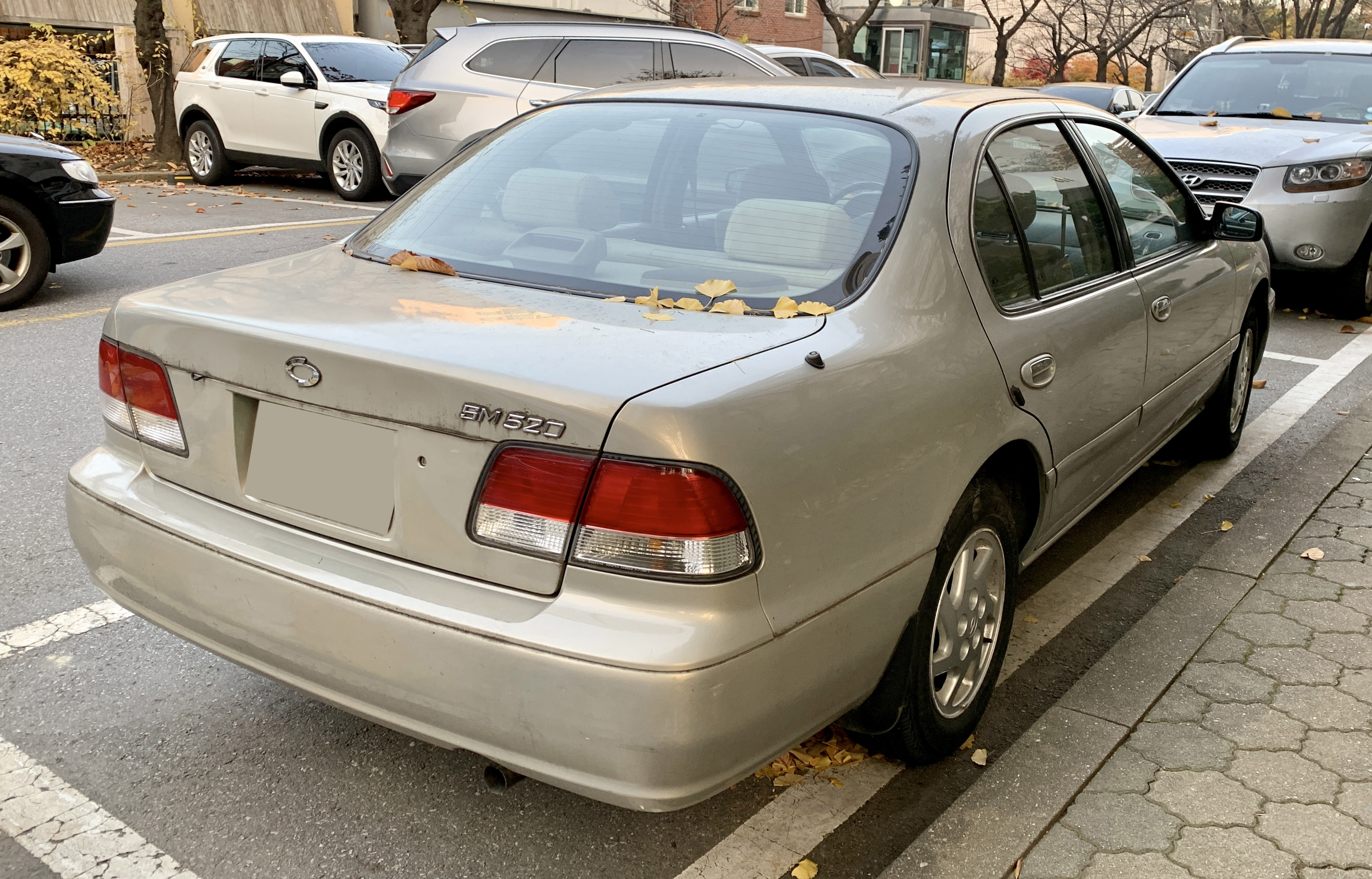
르노삼성 SM5 (4기통 전기형) 후측면

닛산 세피로(2세대)(닛산 맥시마(4세대)와 동일 차종)를 베이스로 하여 삼성자동차(현 르노코리아자동차)의 1998년 2월 17일에 서울 신라호텔에서 처음 선보이는 SM5 시리즈로 공개되었다.  1998년 3월 5일에 첫 출시된 1세대는 닛산의 파워 트레인과 부품을 그대로 들여와 사용하였다. 특히 그 중 SM520V에 적용된 2.0ℓ 6기통 VQ20 가솔린 엔진과 SM525V에 적용된 2.5ℓ 6기통 VQ25 가솔린 엔진은 훗날 세계 10대 엔진에 선정되어서 유명해질 정도로 그 내구성이 상당히 좋았으며, 다른 차종에 비하여 10년이 지나도 조용하고, 잔고장이 적어 아직도 많은 사랑을 받고 있으며, 20년이 지난 지금도 길에서 쉽게 볼 수 있다. 차체에 아연도금 강판을 수입차와 동등하게 사용하였으며, 에폭시계 수지로 도료를 칠한 신가교 도장을 적용하였다. 이로 인하여 시간이 지나도 녹이 슬지 않고, 염화 칼륨이나 산성비에 의한 기수 반응이 일어나지 않는다. 1세대 SM5 중에는 SM530L이라는 트림이 있는데, SM525V을 리무진으로 개조한 것이다. 시중에는 발매되지 않고, 삼성그룹 회장단에게 제공되었다. 생산량은 삼성화재교통박물관에 의하면, 11대라고 한다. 현재 삼성그룹 회장단들은 대부분 다른 차로 교체하여 일부만 계속 이 차를 이용하고 있으며, 주인이 없어진 SM530L은 현재 삼성박물관에 전시 중인 것으로 알려졌다. 같은 해 4월 27일에는 2.0ℓ 6기통 VQ20 가솔린 엔진이 적용된 SM520V가, 5월 14일에는 1.8ℓ 4기통 SR18 가솔린 엔진이 적용된 보급형 트림인 SM5.18이 출시되었다. 2001년 9월에는 르노삼성자동차 출범 1주년을 기념한 트림인 에디시옹 스페시알(Edition Special)이 8,400대 한정으로 출시되었다. 2002년 1월 5일에 외관이 소폭 변경된 2002년형이 출시되었고, 같은 해 7월 22일에는 누적 판매량이 20만 대를 돌파하였다. SM5는 2003년 9월 1일에 26가지가 변화된 페이스 리프트 차종이 출시되었다. 자가용은 2005년 1월에 2세대 SM5의 출시로 인해 단종되었으나, 영업용은 한동안 더 생산되었다.

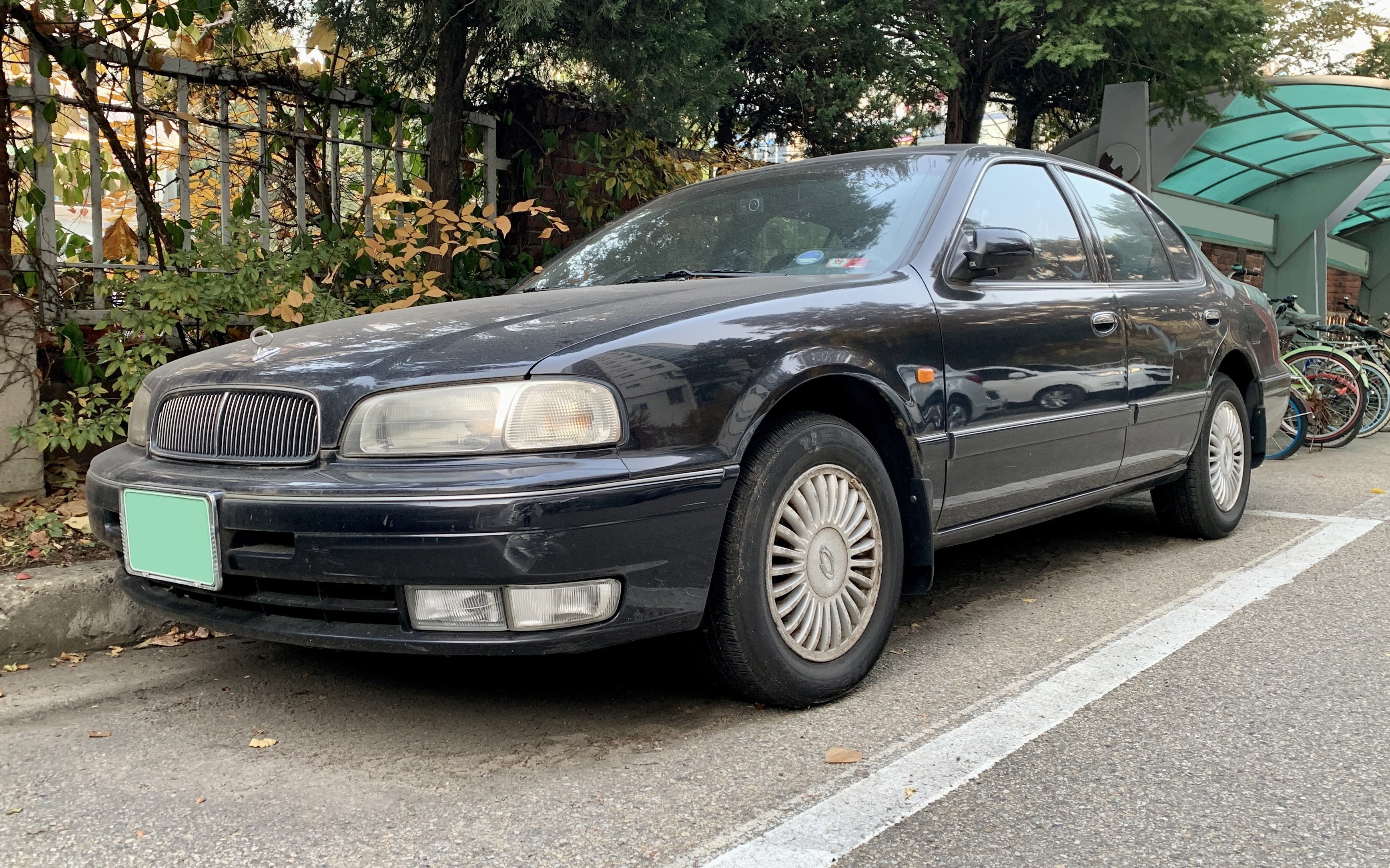
르노삼성 SM5 (6기통 전기형) 정측면
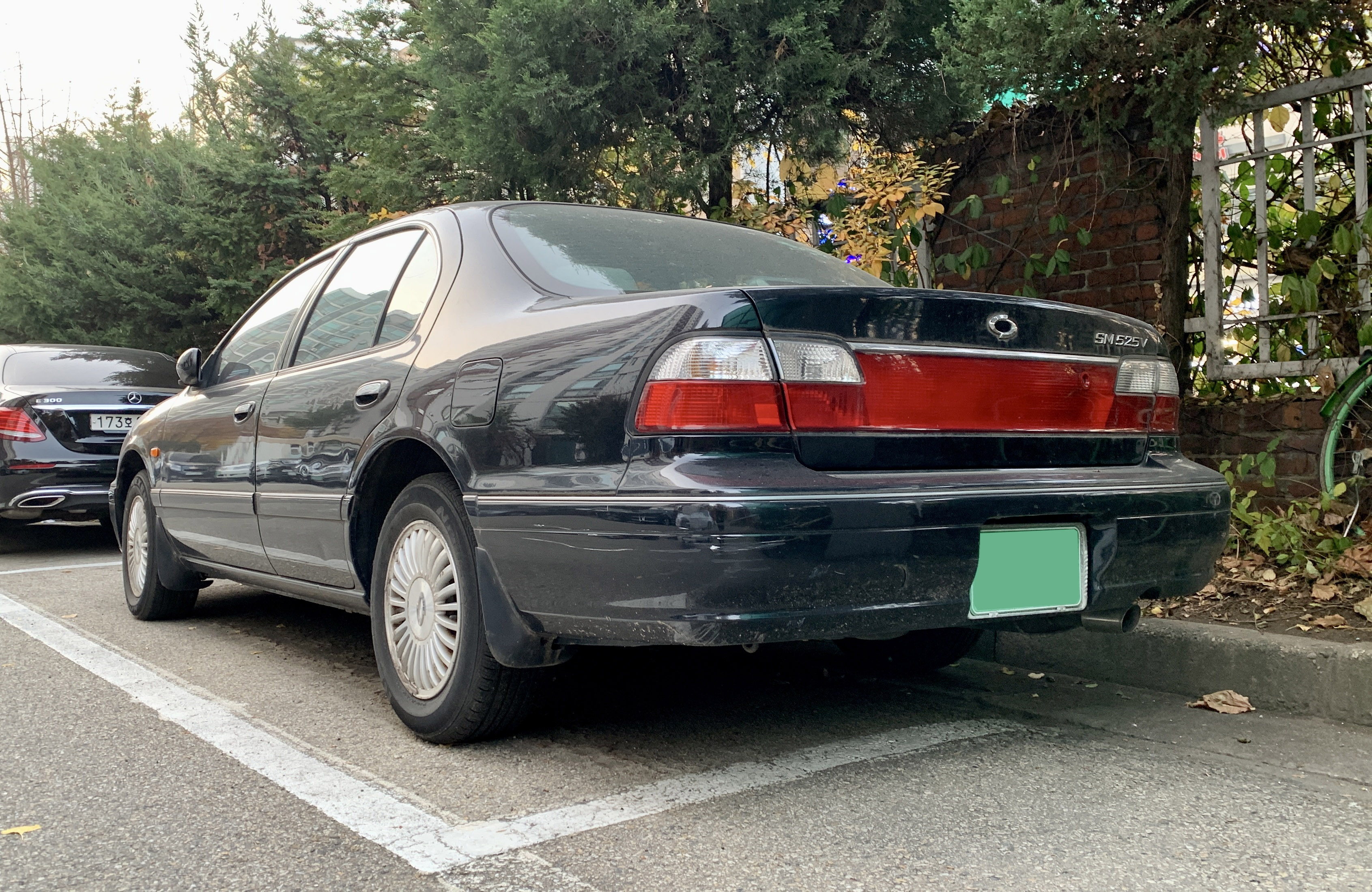
르노삼성 SM5 (6기통 전기형) 후측면
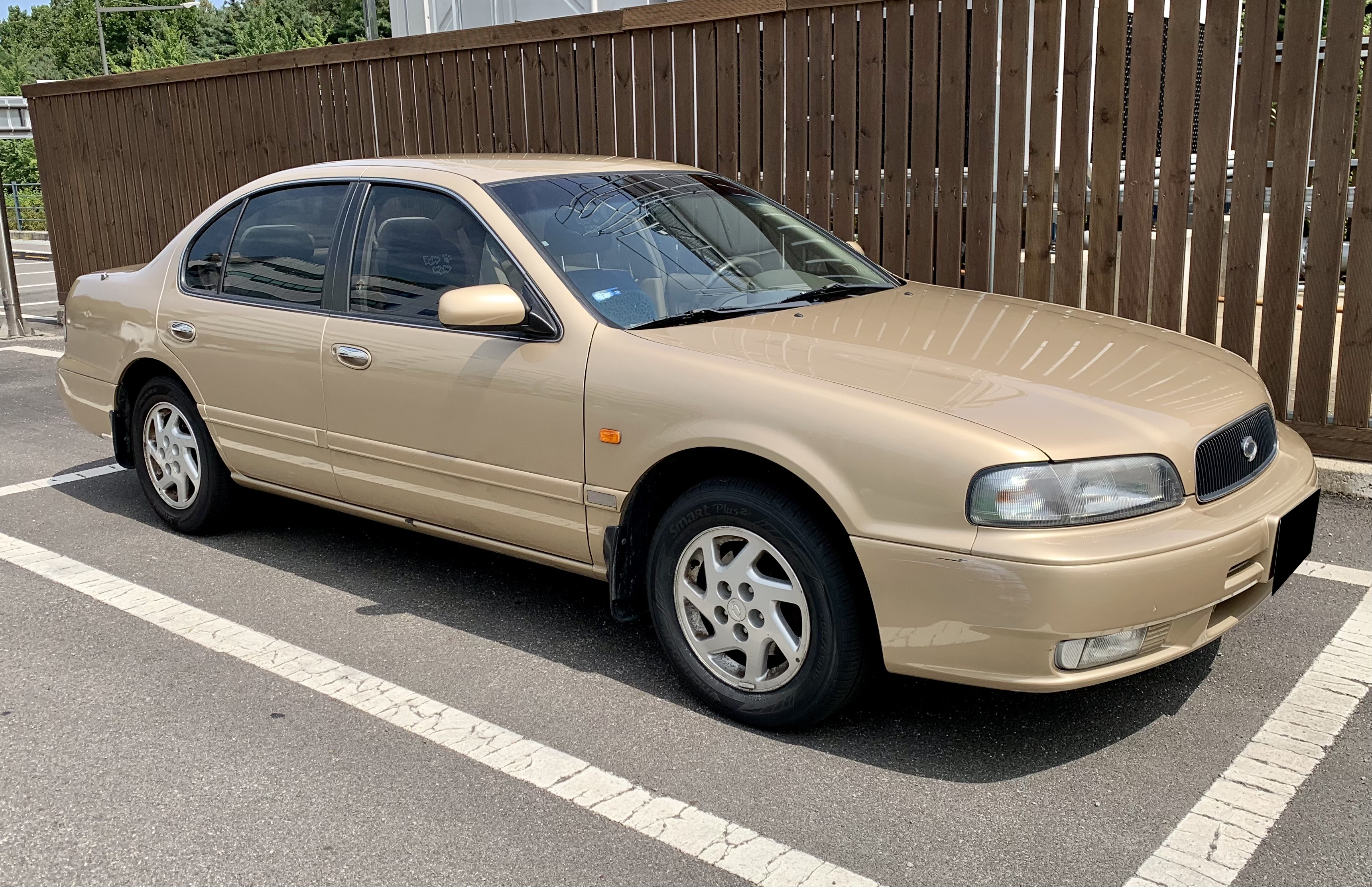
르노삼성 SM5 에디시옹 스페시알 정측면
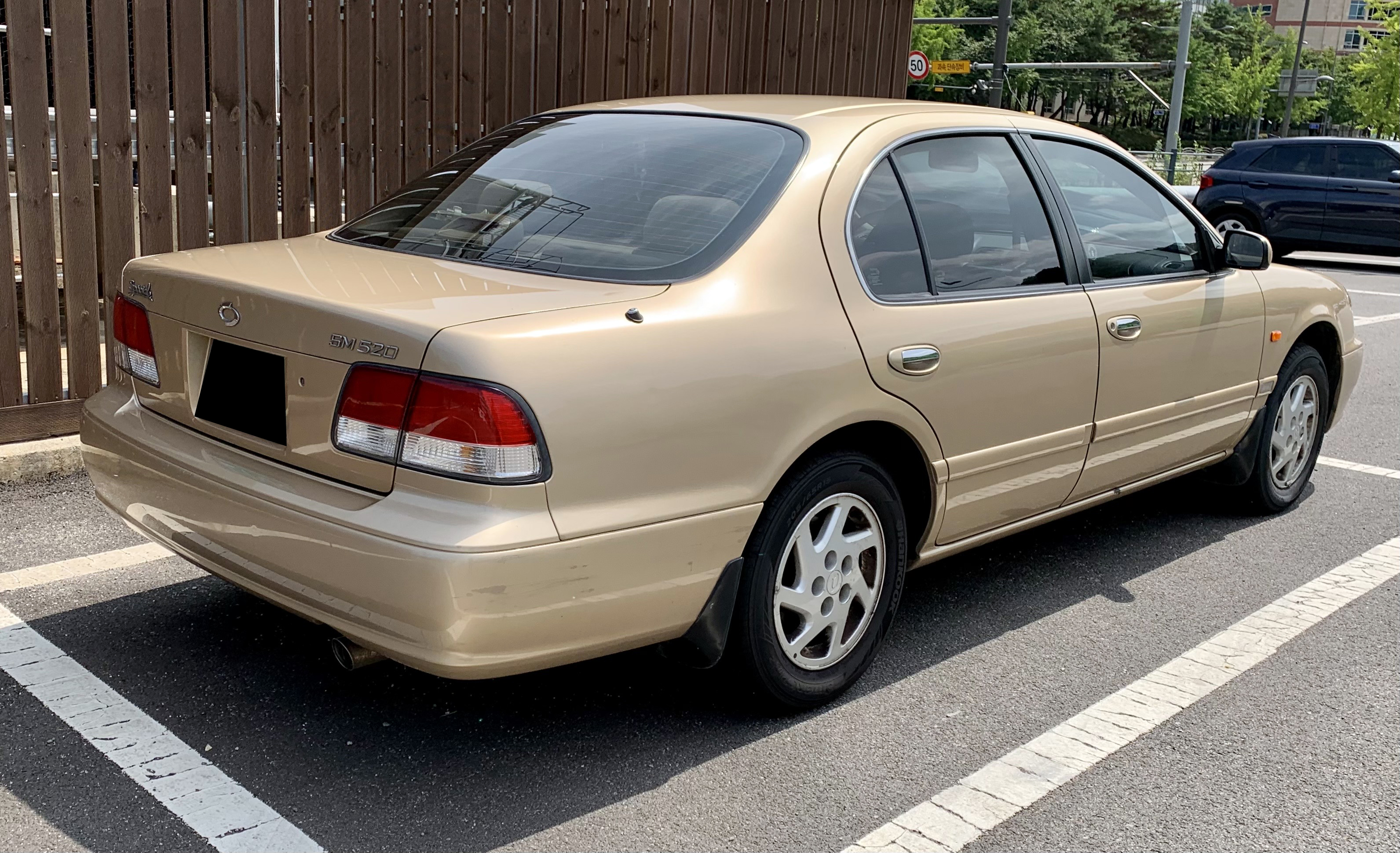
르노삼성 SM5 에디시옹 스페시알 후측면
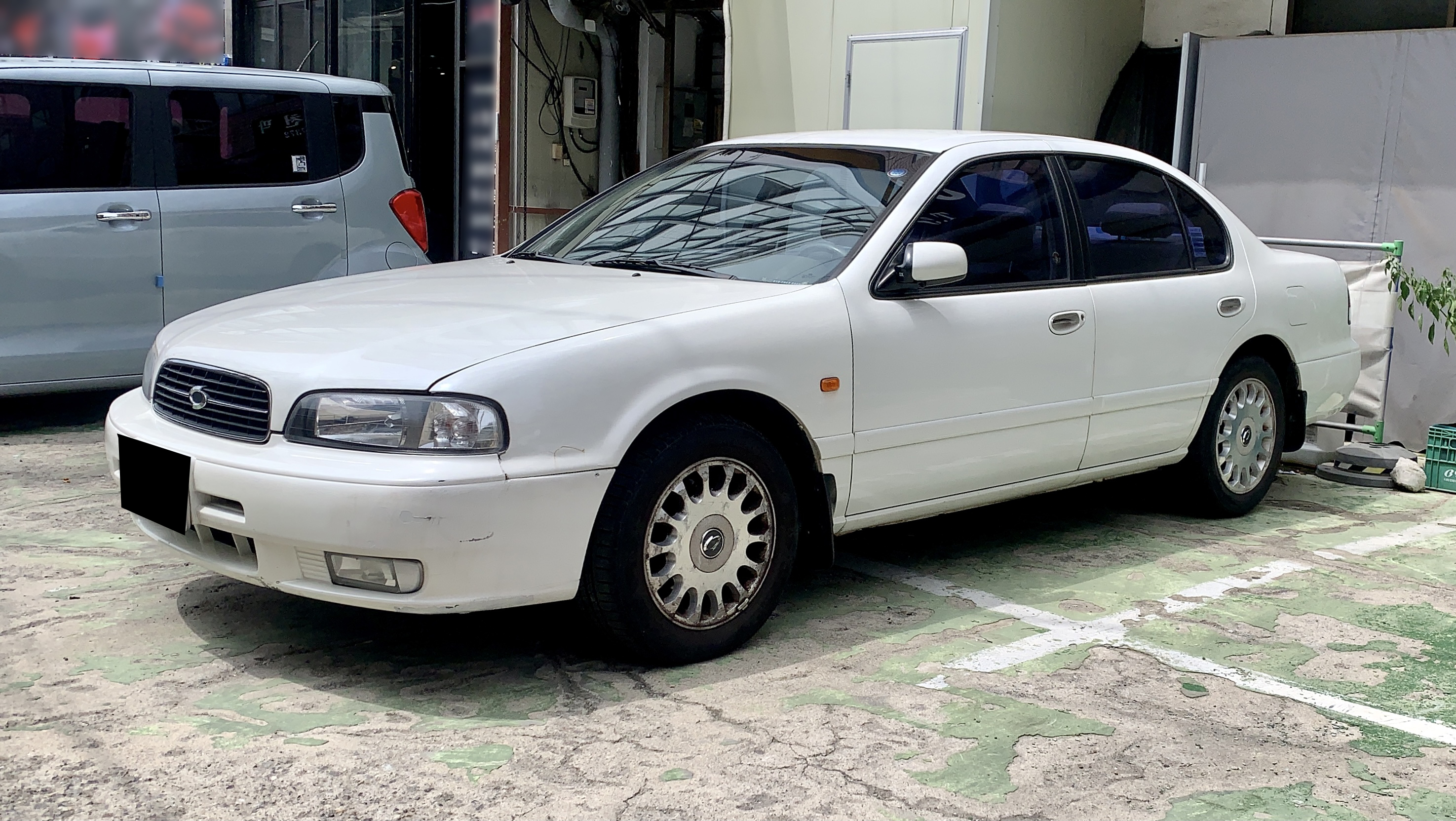
르노삼성 SM5 (4기통 중기형) 정측면
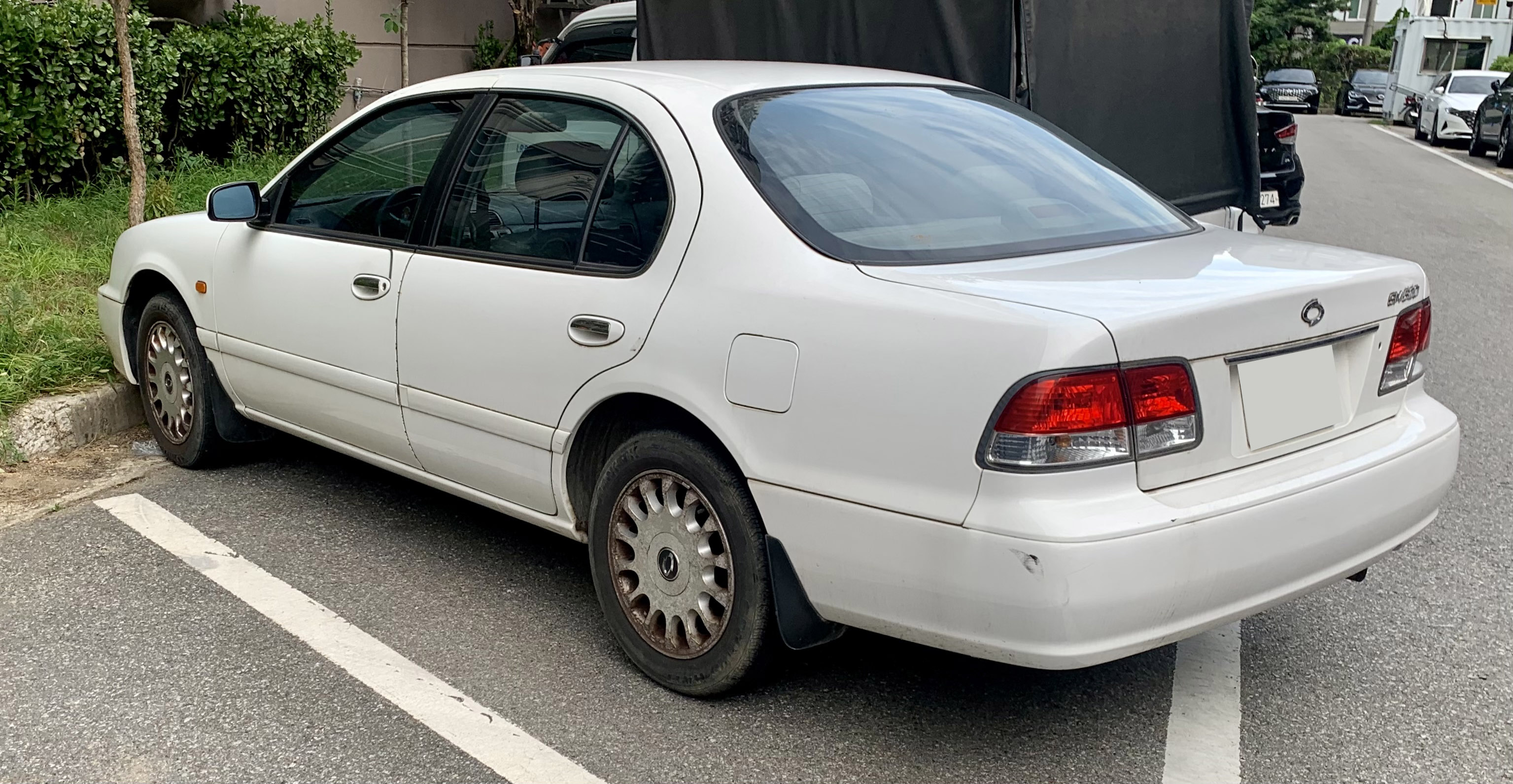
르노삼성 SM5 (4기통 중기형) 후측면
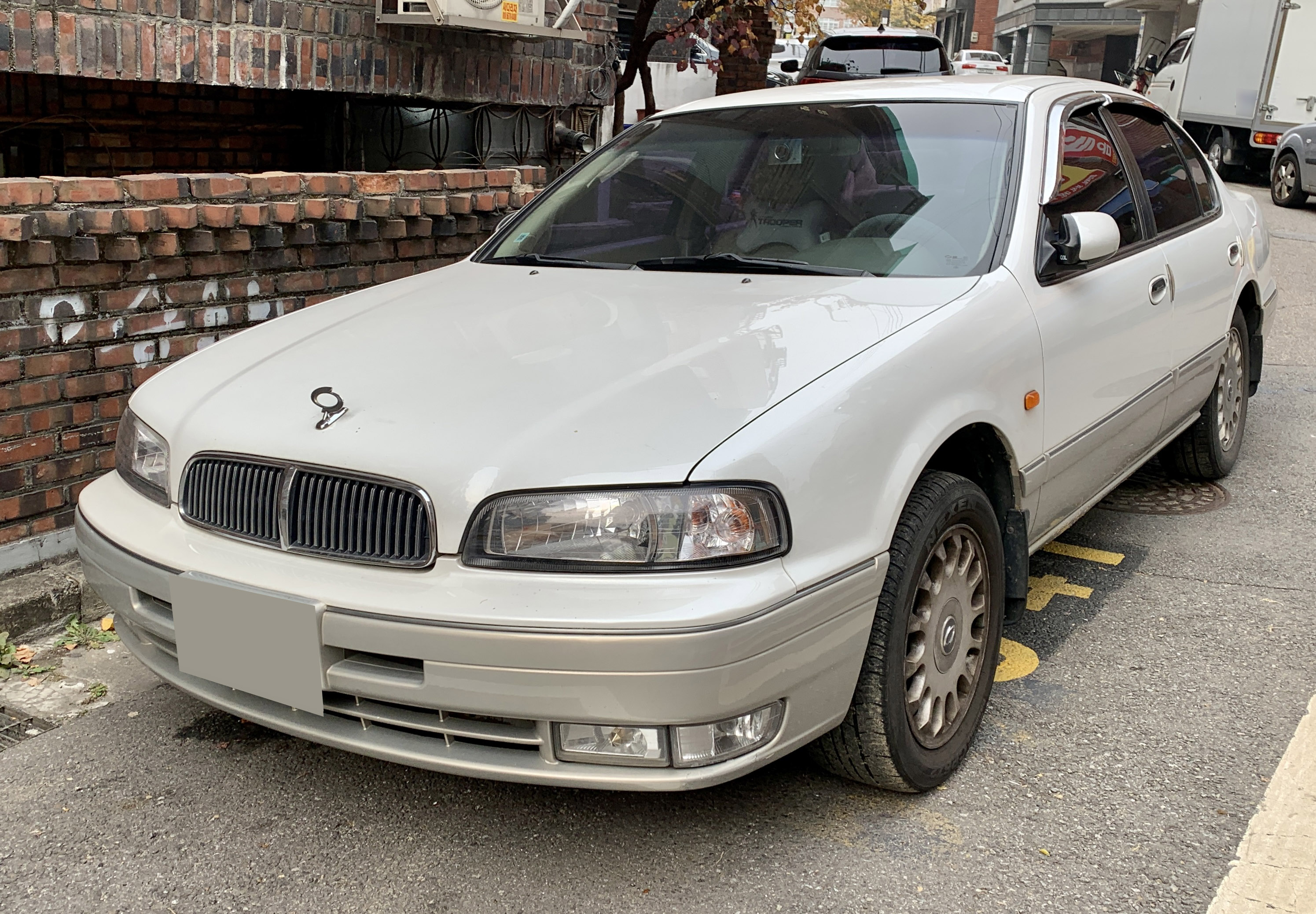
르노삼성 SM5 (6기통 중기형) 정측면
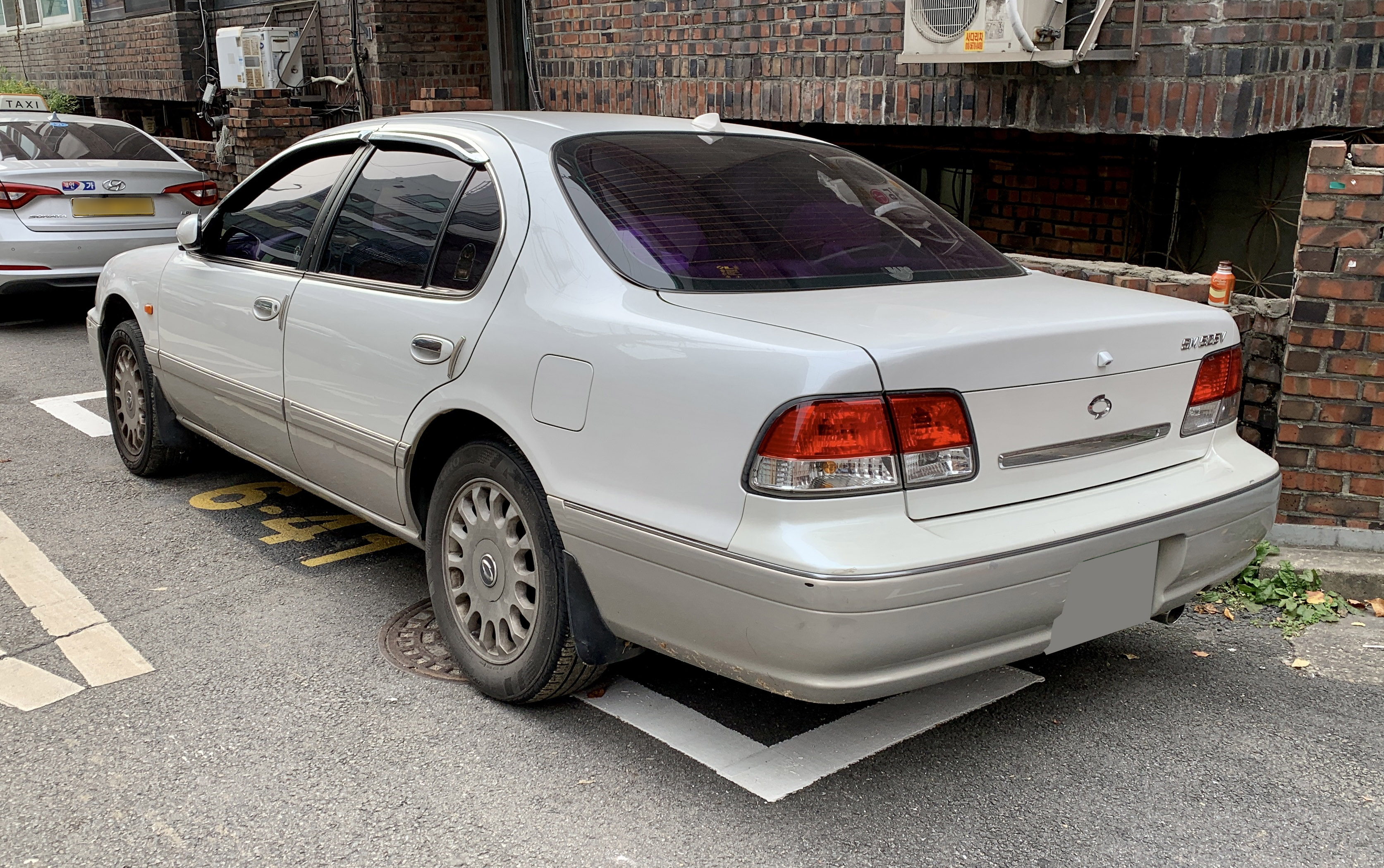
르노삼성 SM5 (6기통 중기형) 후측면
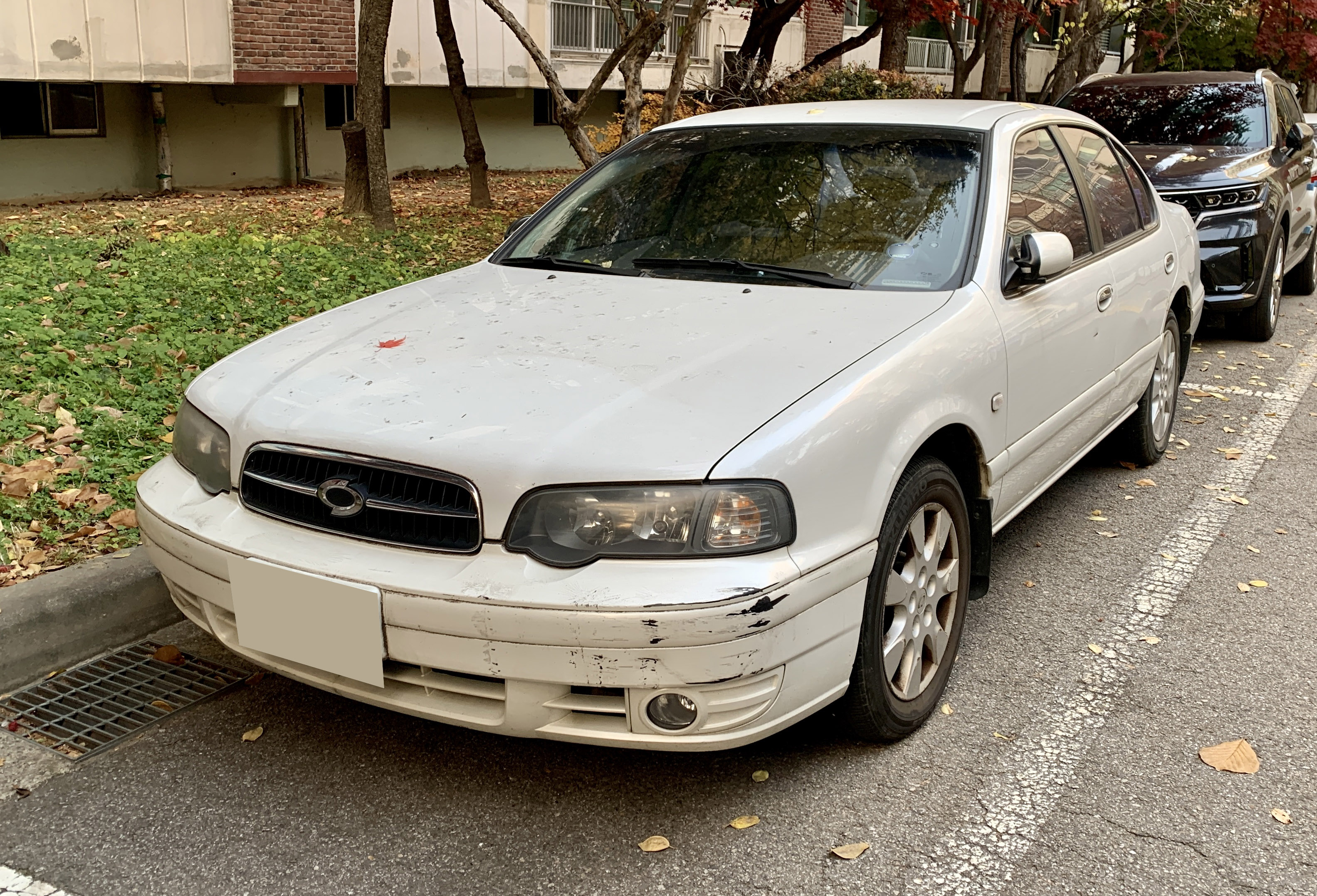
르노삼성 SM5 (4기통 후기형)
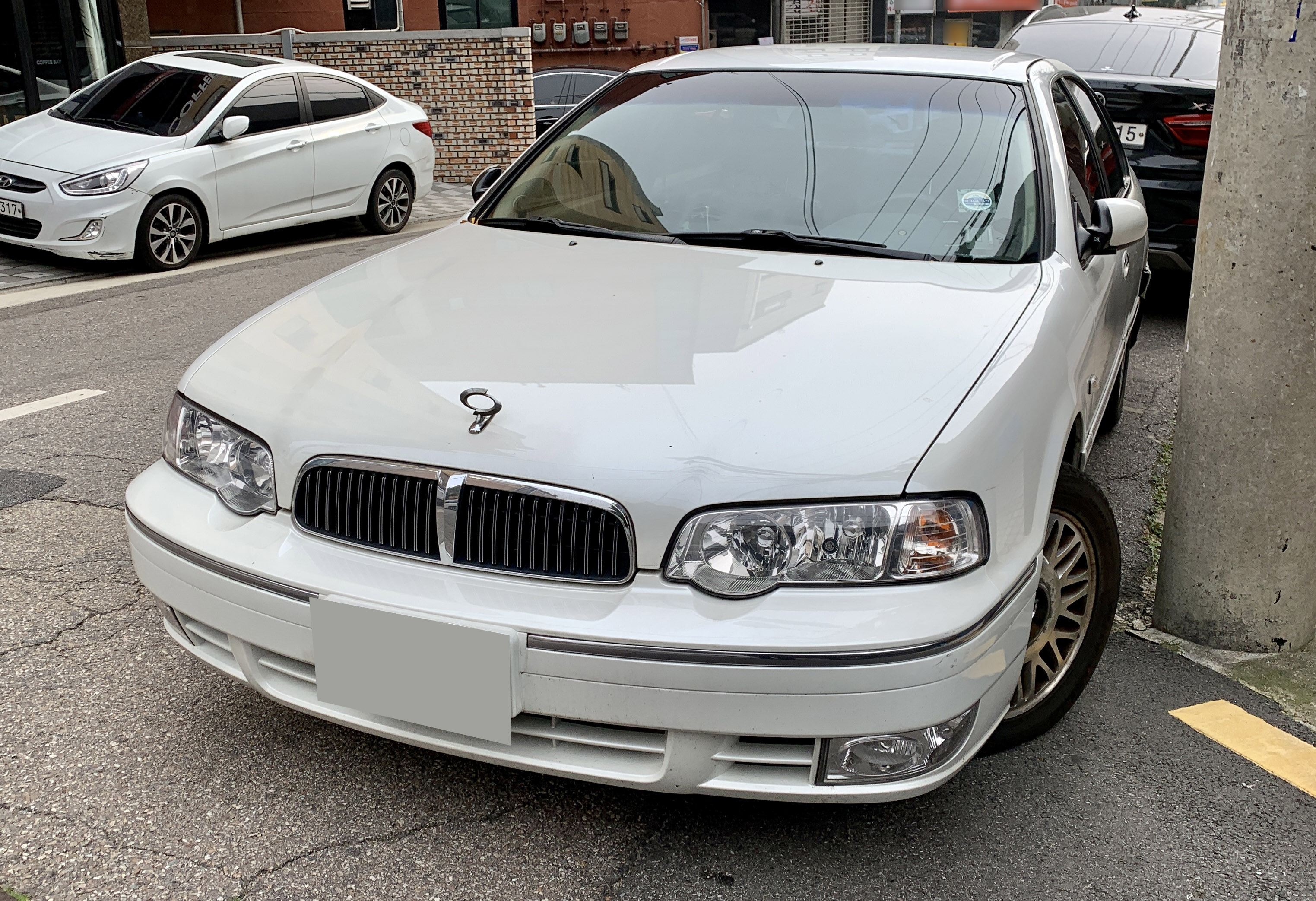
르노삼성 SM5 (6기통 후기형)
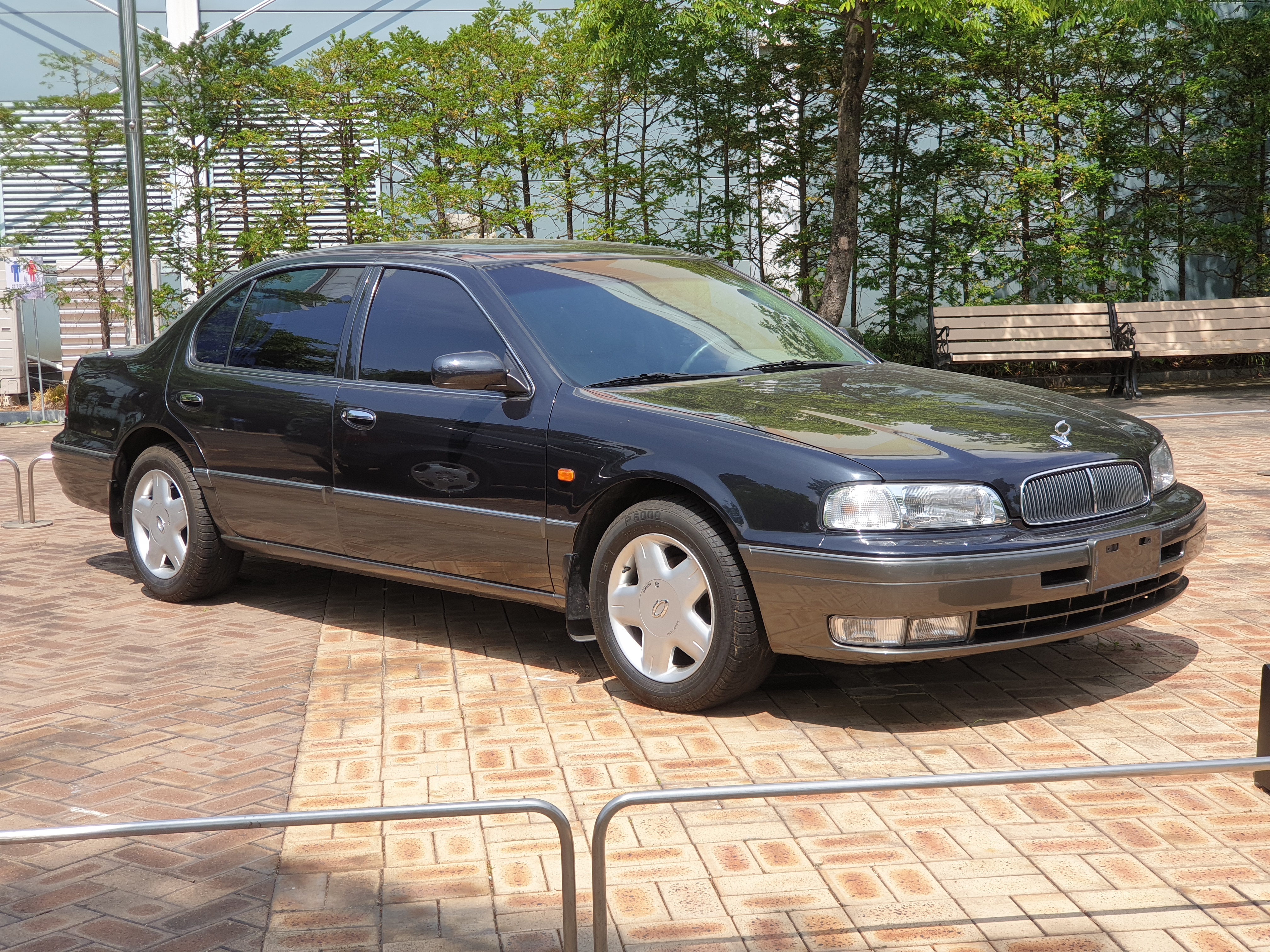
르노삼성 SM5 (6기통 전기형) SM530L 정측면
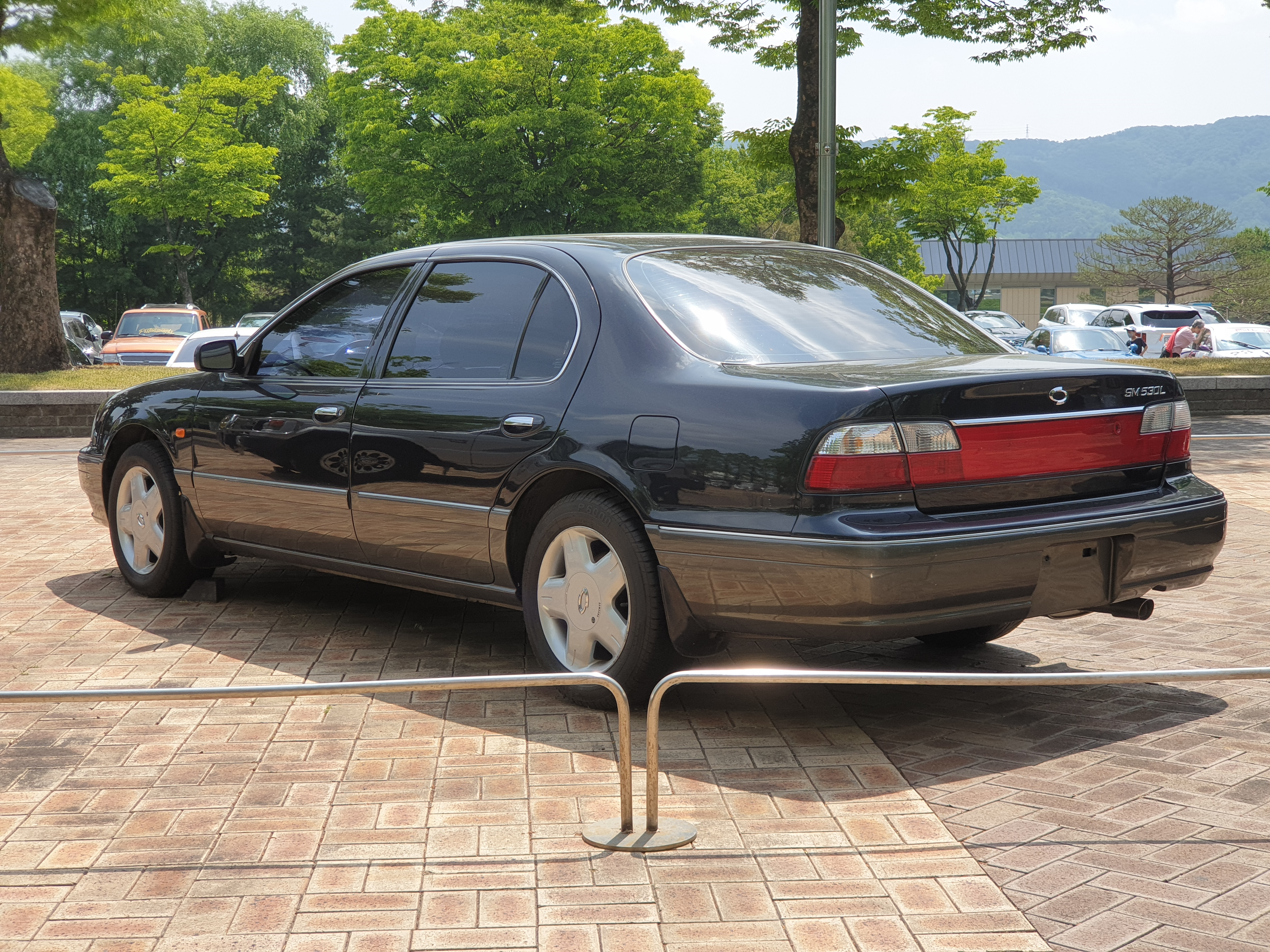
르노삼성 SM5 (6기통 전기형) SM530L 후측면

### 제원
| 구분                 | SM518 1.8ℓ 가솔린                                                           | SM520 2.0ℓ 가솔린                                                             | SM520V V6 2.0ℓ 가솔린                      | SM525V V6 2.5ℓ 가솔린                      | 2004 SM518 1.8ℓ 가솔린         | 2004 SM520 2.0ℓ 가솔린         | 2004 SM520V V6 2.0ℓ 가솔린 | 2004 SM525V V6 2.5ℓ 가솔린 |
| -------------------- | --------------------------------------------------------------------------- | ----------------------------------------------------------------------------- | ------------------------------------------ | ------------------------------------------ | ------------------------------ | ------------------------------ | -------------------------- | -------------------------- |
| 전장 (mm)            | 4,825                                                                       | 4,825                                                                         | 4,845                                      | 4,845                                      | 4,835                          | 4,835                          | 4,845                      | 4,845                      |
| 전폭 (mm)            | 1,775                                                                       | 1,775                                                                         | 1,785                                      | 1,785                                      | 1,775                          | 1,775                          | 1,785                      | 1,785                      |
| 전고 (mm)            | 1,395                                                                       | 1,395                                                                         | 1,405                                      | 1,405                                      | 1,395                          | 1,395                          | 1,405                      | 1,405                      |
| 축거 (mm)            | 2,700                                                                       | 2,700                                                                         | 2,700                                      | 2,700                                      | 2,700                          | 2,700                          | 2,700                      | 2,700                      |
| 윤거 (전, mm)        | 1,530                                                                       | 1,520                                                                         | 1,520                                      | 1,520                                      | 1,520                          | 1,520                          | 1,520                      | 1,520                      |
| 윤거 (후, mm)        | 1,510                                                                       | 1,500                                                                         | 1,500                                      | 1,500                                      | 1,500                          | 1,500                          | 1,500                      | 1,500                      |
| 승차 정원            | 5명                                                                         | 5명                                                                           | 5명                                        | 5명                                        | 5명                            | 5명                            | 5명                        | 5명                        |
| 변속기               | 수동 5단 자동 4단                                                           | 수동 5단 자동 4단                                                             | 자동 4단                                   | 자동 4단                                   | 수동 5단 자동 4단              | 수동 5단 자동 4단              | 자동 4단                   | 자동 4단                   |
| 서스펜션 (전/후)     | 맥퍼슨 스트럿/토션 빔                                                       | 맥퍼슨 스트럿/토션 빔                                                         | 맥퍼슨 스트럿/토션 빔                      | 맥퍼슨 스트럿/토션 빔                      | 맥퍼슨 스트럿/토션 빔          | 맥퍼슨 스트럿/토션 빔          | 맥퍼슨 스트럿/토션 빔      | 맥퍼슨 스트럿/토션 빔      |
| 구동 형식            | 전륜 구동                                                                   | 전륜 구동                                                                     | 전륜 구동                                  | 전륜 구동                                  | 전륜 구동                      | 전륜 구동                      | 전륜 구동                  | 전륜 구동                  |
| 엔진 형식            | SR18                                                                        | SR20                                                                          | VQ20                                       | VQ25                                       | SR18                           | SR20                           | VQ20                       | VQ25                       |
| 연료                 | 가솔린                                                                      | 가솔린                                                                        | 가솔린                                     | 가솔린                                     | 가솔린                         | 가솔린                         | 가솔린                     | 가솔린                     |
| 배기량 (cc)          | 1,838                                                                       | 1,998                                                                         | 1,995                                      | 2,495                                      | 1,838                          | 1,998                          | 1,995                      | 2,495                      |
| 최고 출력 (ps/rpm)   | 132/6,200                                                                   | 143/6,000                                                                     | 144/6,400                                  | 173/6,400                                  | 132/6,200                      | 143/6,000                      | 144/6,400                  | 173/6,400                  |
| 최고 속도 (km/h)     | -                                                                           | -                                                                             | -                                          | 209                                        | -                              | -                              | -                          | 209                        |
| 최대 토크 (kg*m/rpm) | 16.5/4,800                                                                  | 18.4/4,800                                                                    | 18.6/4,000                                 | 22.5/4,000                                 | 16.5/4,800                     | 18.4/4,800                     | 18.6/4,000                 | 22.5/4,000                 |
| 연비 (km/ℓ)          | 13.5(수동 5단)/ 11.0(자동 4단) (이후 12.2(수동 5단)/ 10.1(자동 4단)로 변경) | 12.9(수동 5단)/ 11.3(자동 4단) (이후 12.0(수동 5단)/ 10.3(자동 4단)으로 변경) | 10.0(자동 4단) (이후 9.5(자동 4단)로 변경) | 10.3(자동 4단) (이후 9.2(자동 4단)로 변경) | 12.2(수동 5단)/ 10.1(자동 4단) | 12.0(수동 5단)/ 10.3(자동 4단) | 9.5(자동 4단)              | 9.2(자동 4단)              |

## 2세대(EX1/DF)

### 뉴 SM5(2005년1월~2007년7월)

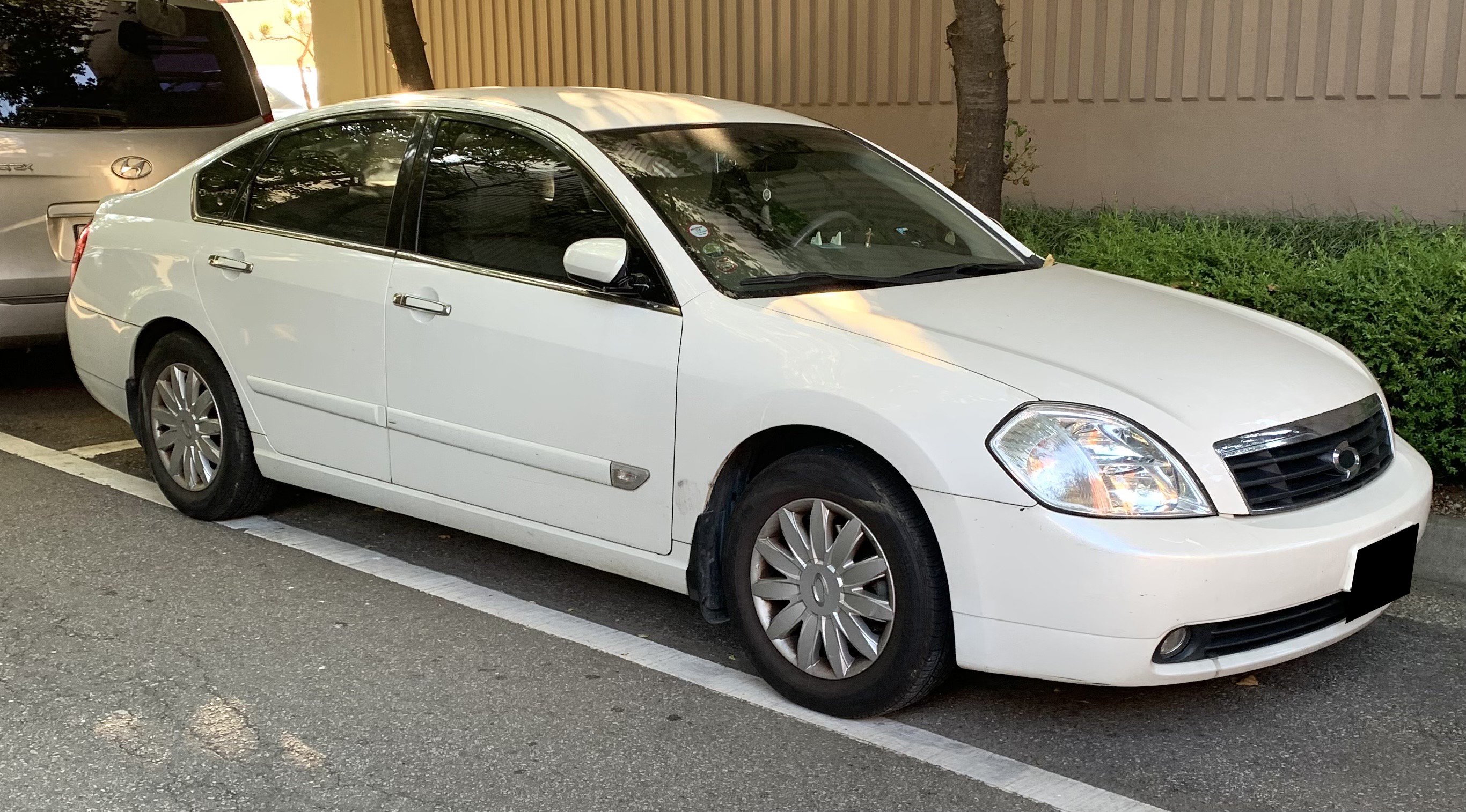
르노삼성 뉴 SM5 정측면

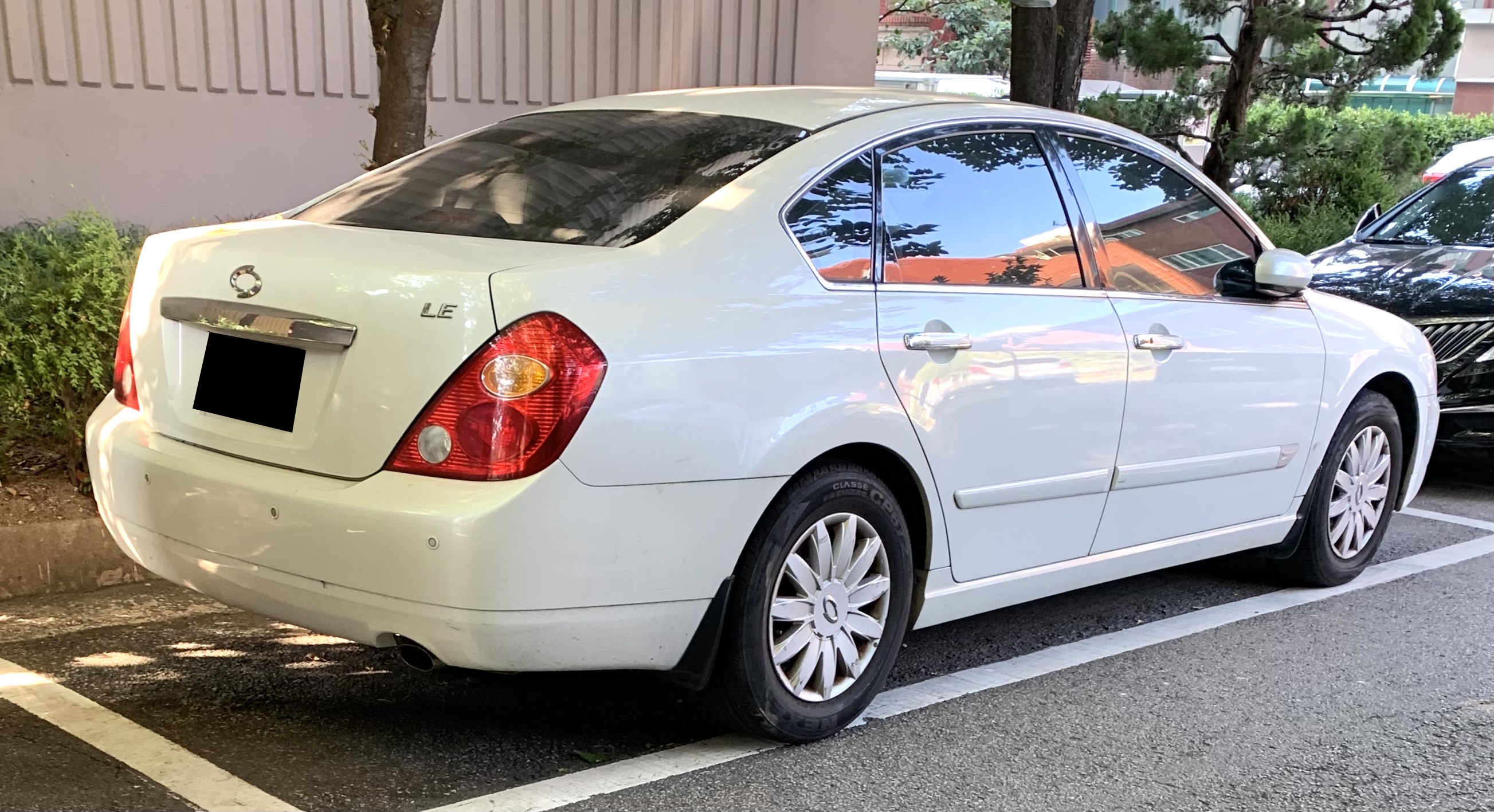
르노삼성 뉴 SM5 후측면

2005년 1월 25일에 출시되었고, 닛산 티아나(1세대)를 베이스로 하였다. SM7(1세대)와 완전히 동일한 차체는 출시 전부터 논란이 되었으며, 상급 차종인 1세대 SM7과의 간섭을 탈피하기 위하여 2.0ℓ 4기통 SR20 Ⅱ 가솔린 엔진만 적용되었다. 대한민국산 중형차로는 최초로 스마트 에어백, 스마트 카드 키 등이 적용되었다. 대한민국 건설교통부가 의뢰하여 실시한 안전도 평가에서 정면 충돌시 가장 안전한 것으로 나타났다. 2006년 1월 3일에는 알루미늄 휠의 디자인을 개선하고, 앞 좌석 열선 시트를 모든 트림에 확대 적용한 2006년형이 출시되었다. 2007년 3월 5일에는 한정 판매 트림인 LE 블랙이 출시되었다.

### SM5 뉴 임프레션(2007년7월~2010년11월)

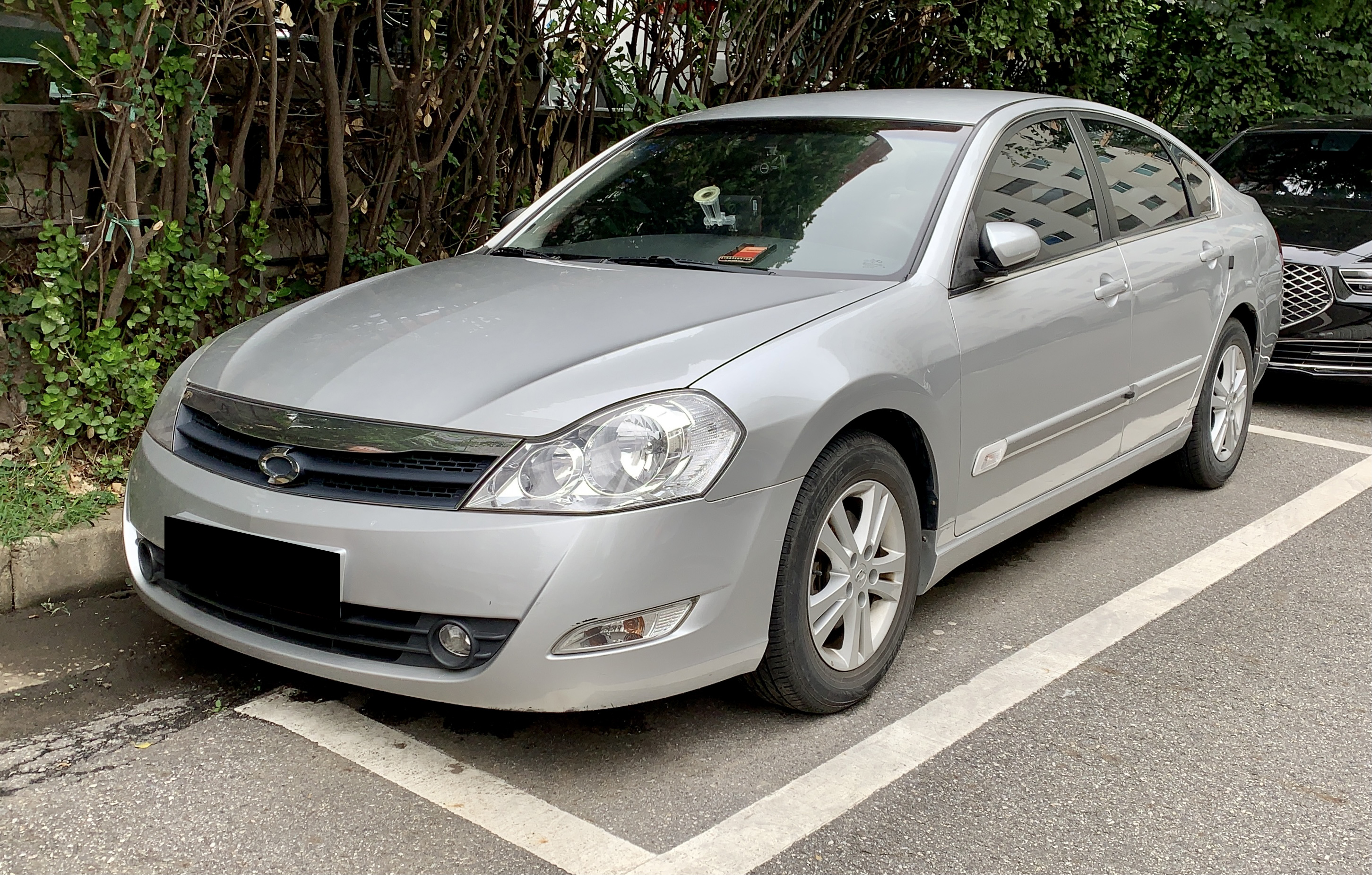
르노삼성 SM5 뉴 임프레션 정측면

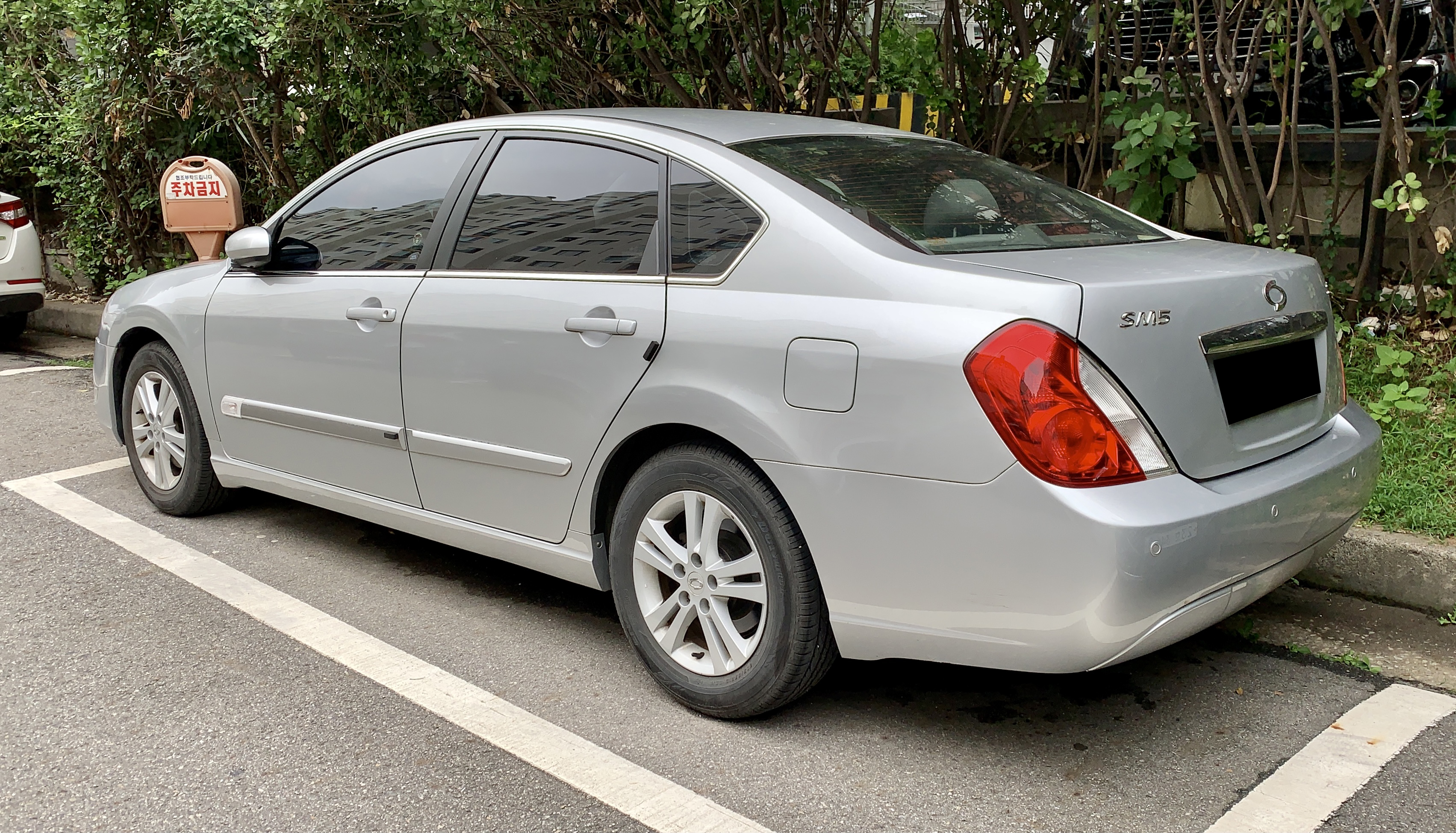
르노삼성 SM5 뉴 임프레션 후측면

2007년 7월 2일에는 페이스리프트를 거쳐 뉴 임프레션이라는 서브 네임이 더해졌다. 4단 자동변속기만 장착되었고, 2.0ℓ 4기통 MG20 가솔린 엔진으로 대체되었다. 2008년 10월 1일 2009년형 SM5 LE 엑스클루시브에는 17인치 알루미눔 휠이 추가됐고, 제논 헤드램프와 블랙 가죽 인테리어 등 110여만 편의사양이 추가됐다. 가격은 LE모델보다. 30만원 인상됐다. 풀 모델 체인지를 앞두고 있었던 2009년 11월에는 누적 판매량이 70만 대를 돌파하였다. 2010년 1월 18일에 3세대 SM5가 출시된 이후에도 한동안 병행 생산되었고, 같은 해 11월 25일에 마지막 생산분 1대가 팔려 단종되었다. 국내시장에서의 프로젝트 코드는 EX1/DF이지만, 중동 시장에 수출된 르노 사프란의 경우 코드명이 A34R이다.

### 제원
| 구분                 | 뉴 SM5 2.0ℓ 가솔린               | SM5 뉴 임프레션 2.0ℓ 가솔린 |
| -------------------- | -------------------------------- | --------------------------- |
| 전장 (mm)            | 4,895                            | 4,905                       |
| 전폭 (mm)            | 1,785                            | 1,787                       |
| 전고 (mm)            | 1,475                            | 1,475                       |
| 축거 (mm)            | 2,775                            | 2,775                       |
| 윤거 (전, mm)        | 1,540(R16) 1,530(R17)            | 1,540(R16) 1,530(R17)       |
| 윤거 (후, mm)        | 1,545(R16) 1,535(R17)            | 1,545(R16) 1,535(R17)       |
| 승차 정원            | 5명                              | 5명                         |
| 변속기               | 수동 5단 자동 4단                | 자동 4단                    |
| 서스펜션 (전/후)     | 맥퍼슨 스트럿/멀티 링크          | 맥퍼슨 스트럿/멀티 링크     |
| 구동 형식            | 전륜 구동                        | 전륜 구동                   |
| 엔진 형식            | SR20                             | MG20                        |
| 연료                 | 가솔린                           | 가솔린                      |
| 배기량 (cc)          | 1,998                            | 1,998                       |
| 최고 출력 (ps/rpm)   | 140/5,800                        | 143/6,000                   |
| 최대 토크 (kg*m/rpm) | 18.8/4,800                       | 20.0/4,800                  |
| 최고 속도 (km/h)     | -                                | -                           |
| 연료 탱크 용량 (ℓ)   | 70                               | 70                          |
| 요소수 탱크 용량 (ℓ) | -                                | -                           |
| 공차 중량 (kg)       | 1,455(수동 5단)/ 1,470(자동 4단) | 1,470(자동 4단)             |
| 연비 (km/ℓ)          | 12.3(수동 5단)/ 10.8(자동 4단)   | 11.0(자동 4단)              |
| Co2 배출량 (g/km)    | -                                | 212(자동 4단)               |

## 3세대(L43)

### 뉴 SM5(2010년1월~2012년11월)

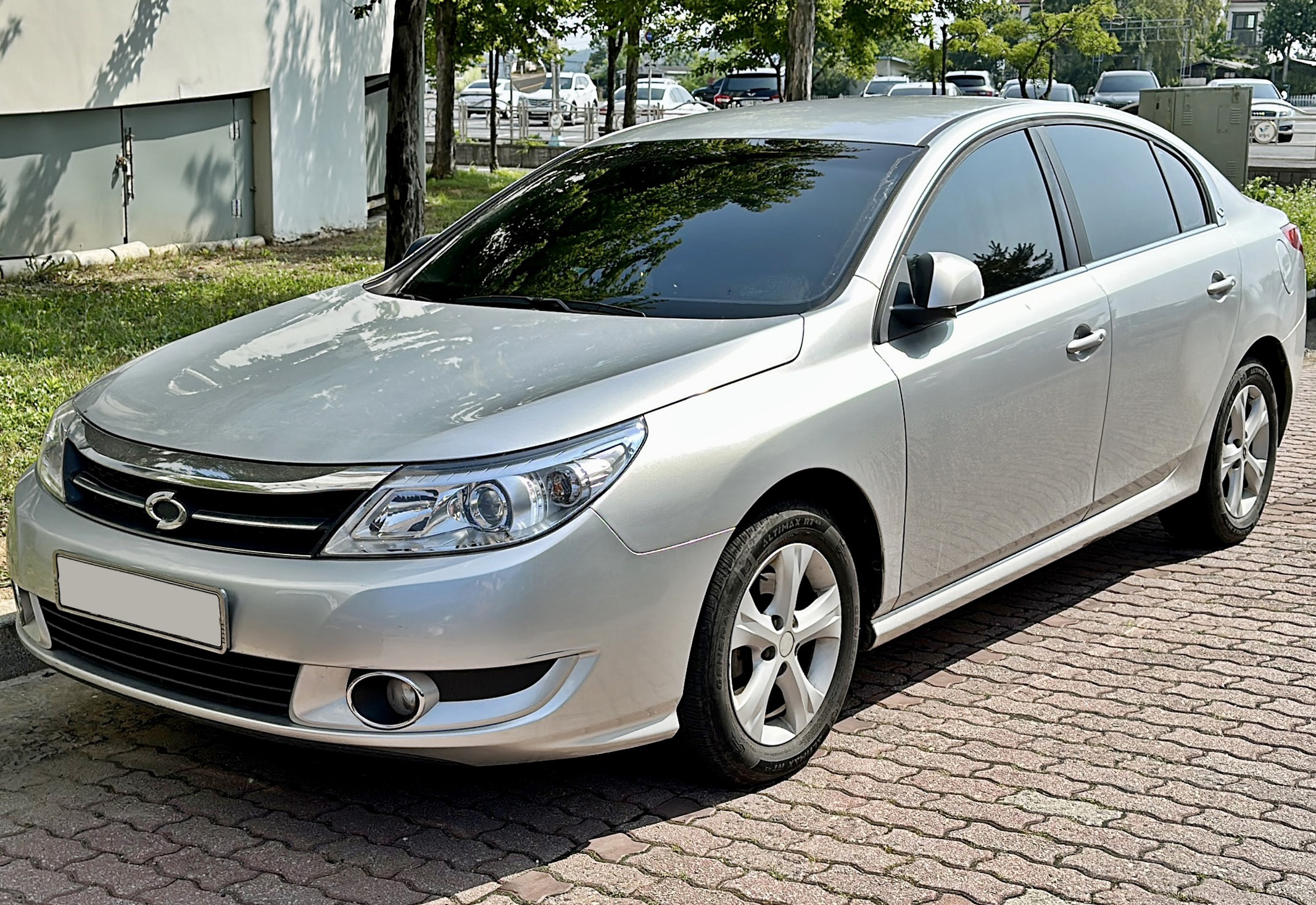
르노삼성 뉴 SM5 정측면

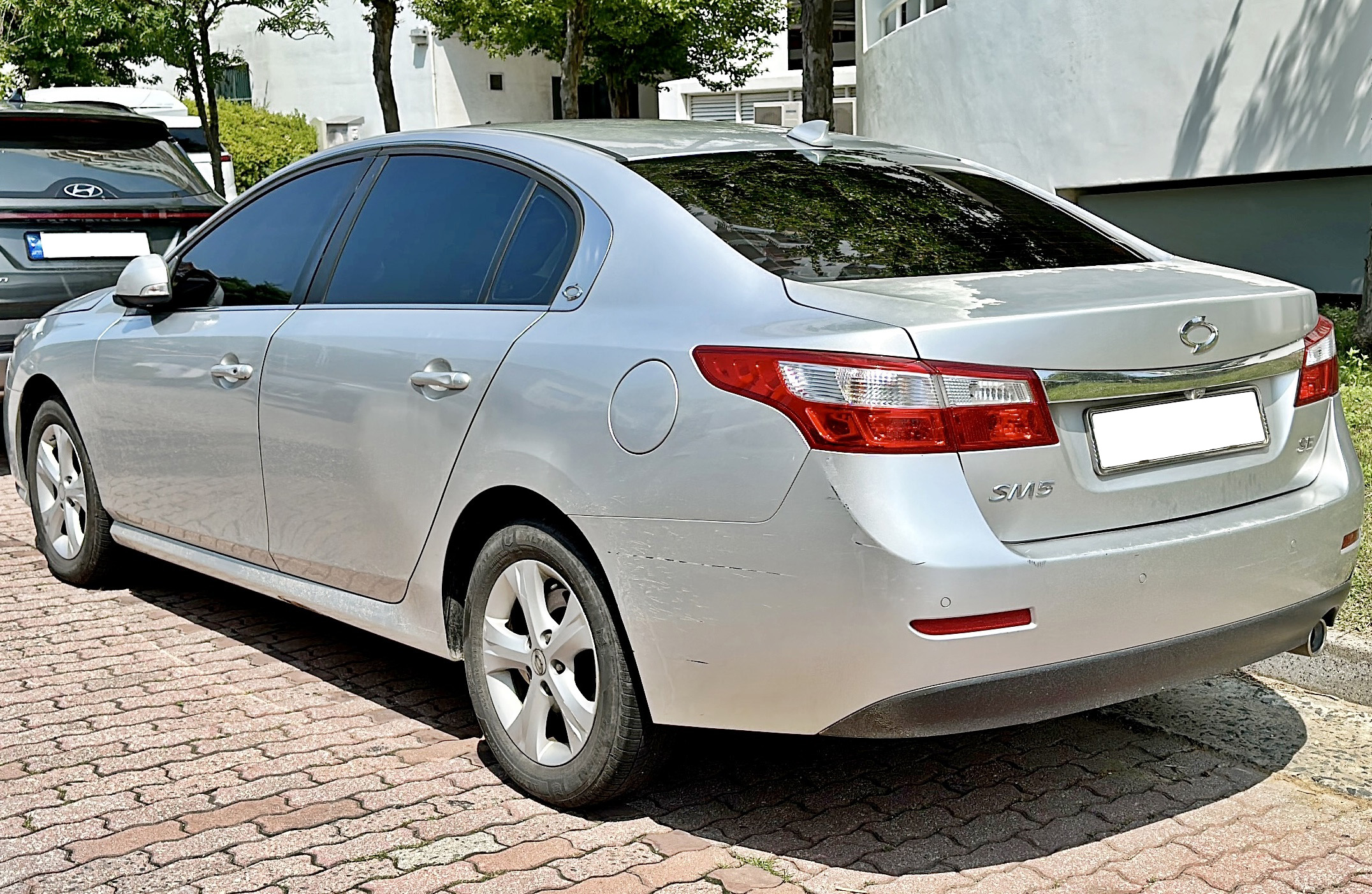
르노삼성 뉴 SM5 후측면

2009년 12월에 첫 공개되었고, 사전 예약을 개시하여 2010년 1월 18일에 출시되었다. 3세대는 르노 라구나(3세대)를 베이스로 하였으나, 차체는 독자 개발되었다. 2세대와 비교하면 전폭과 전고는 확대되었으나, 전장과 축거는 축소되었다. 인텔리전트 스마트 카드 키 시스템, 마사지 기능 내장 전동식 가죽 시트, 뒷자리 독립식 풀 오토 에어컨, 파노라마 선루프, 전자식 파킹 브레이크, 조이스틱 방식의 내비게이션 시스템, 타이어 공기압 경고 시스템 등 고급 사양이 적용되었다. 같은 해 9월 1일에 1열 사이드&커튼 에어백과 블랙 베젤 헤드 램프를 모든 트림에 기본 적용한 2011년형이 출시되었고, 12월 3일에는 2.0ℓ 4기통 M4RK 가솔린 엔진에 달리는 JATCO JF011 CVT가 아닌 6단 자동변속기가 조합된 2.5ℓ 6기통 2ZV 가솔린 엔진이 추가되었다. 2011년 3월 2일에는 XE가 삭제됨과 동시에 SE 블랙과 LE 익스클루시브가 추가되었으나, 같은 해 9월 1일에 선보인 2012년형에서는 XE가 다시 추가되었다. 2012년 1월 2일에는 업그레이드된 최첨단 뉴 엑스트로닉 CVT, 에너지 최적화 관리 시스템, 저구름저항 타이어, 중립 제어 기능 등을 적용하여 연비를 높였다. 해외에서는 르노 래티튜드로 판매된다. 2012년 6월 2일에는 보스 사운드 시스템, 18인치 알로이 휠, 블랙 컬러 아웃 사이드 미러, 화이트&블랙 인테리어 컬러 등이 적용된 보스 스페셜 에디션이 선보였다.

### 뉴 SM5 플래티넘(2012년11월~2015년1월)

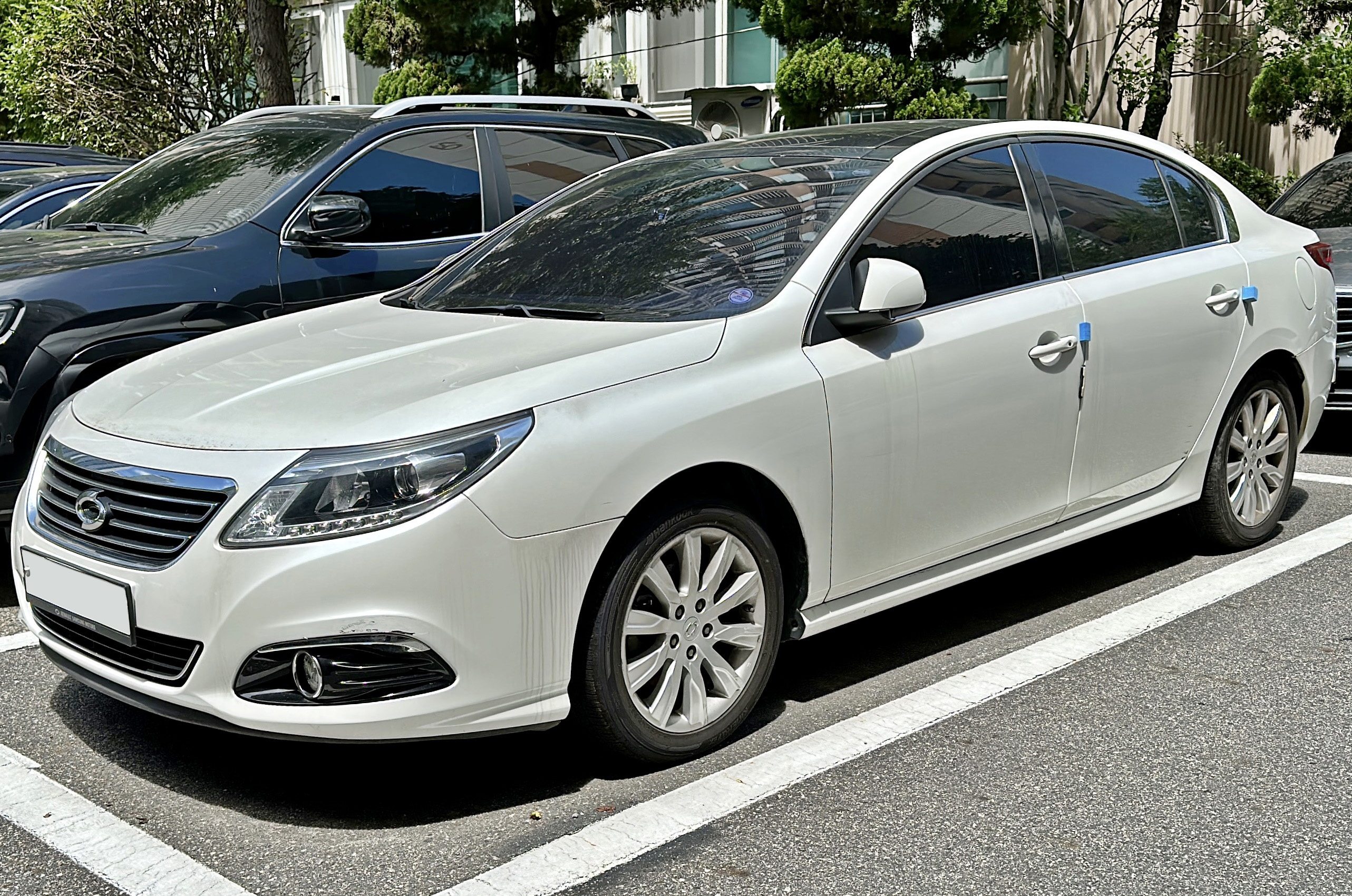
르노삼성 뉴 SM5 플래티넘 정측면

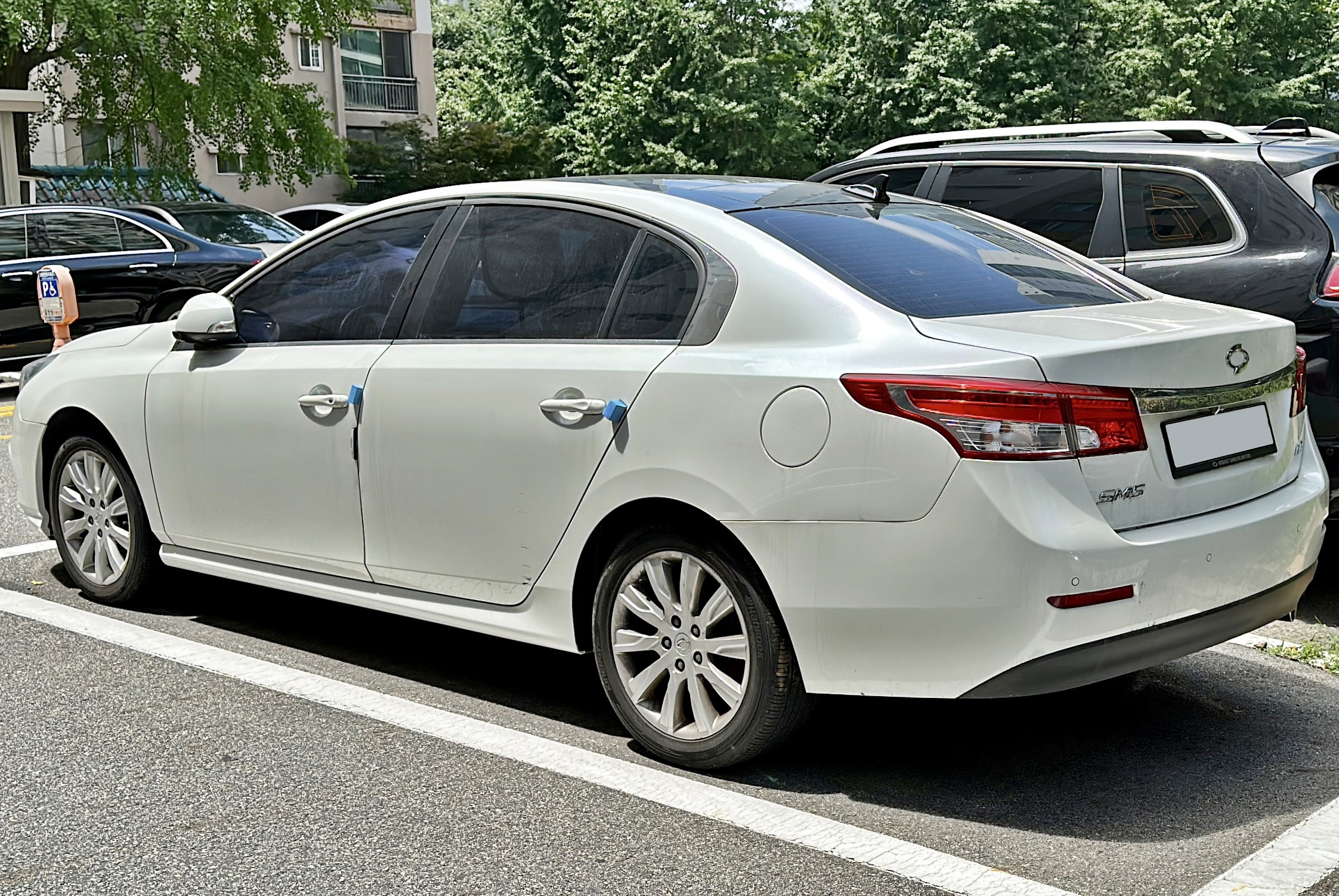
르노삼성 뉴 SM5 플래티넘 후측면

2012년 11월 7일에는 그동안 지적되던 앞 모습을 개선하는 등의 페이스리프트를 거쳐 플래티넘이라는 서브 네임이 더해졌고, 동시에 수요가 적은 2.5ℓ 6기통 2ZV 가솔린 엔진이 단종되었다. 2013년 3월 29일에 개최된 서울 모터쇼에서 닛산의 1.6ℓ 4기통 MR190DDT 가솔린 엔진을 장착한 TCE가 선보였고, 5월 23일에 출시되었다. 여기에 게트락제 6단 듀얼 클러치 자동변속기를 적용해 최신의 다운 사이징 기술이 집약되었다. TCE는 XE 트림만 적용되며, 배기량이 대한민국 소형차 기준인 1,599cc를 넘는 1,618cc이기 때문에 세제상 여전히 중형차로 분류된다. 2014년 7월 18일에는 디젤 승용차의 인기에 힘입어 QM3와 닛산 캐시카이에 장착이 되는 1.5ℓ 4기통 K9K 디젤 엔진이 추가되었다. 1ℓ의 연료로 16.5km까지 달릴 수 있는 높은 연비와 배기량이 1,461cc라 소형차로 분류되는 이점을 통하여 경제성을 내세우고 있다.

### 뉴 SM5 노바(2015년1월~2020년1월)

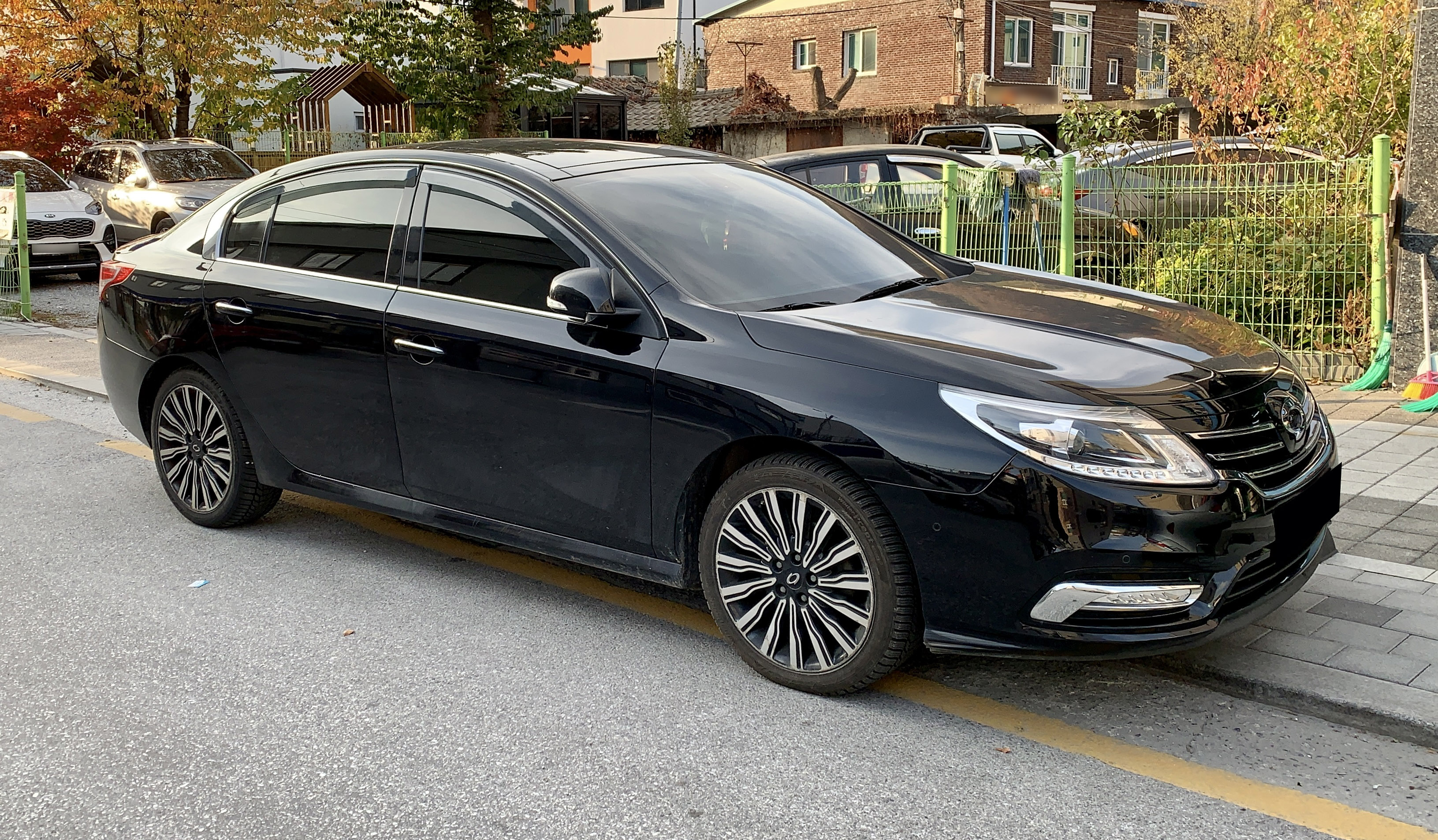
르노삼성 SM5 노바 정측면

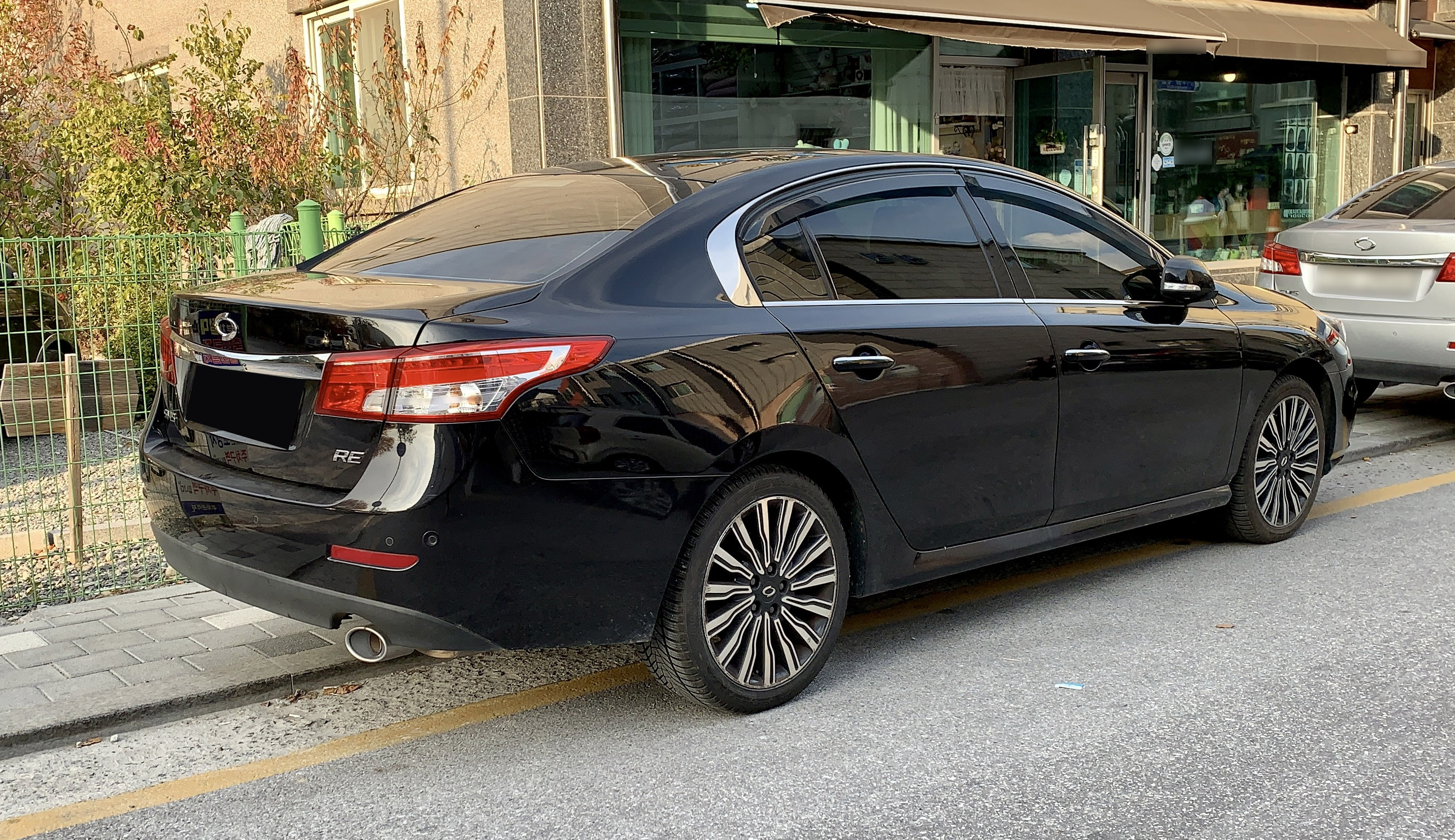
르노삼성 SM5 노바 후측면

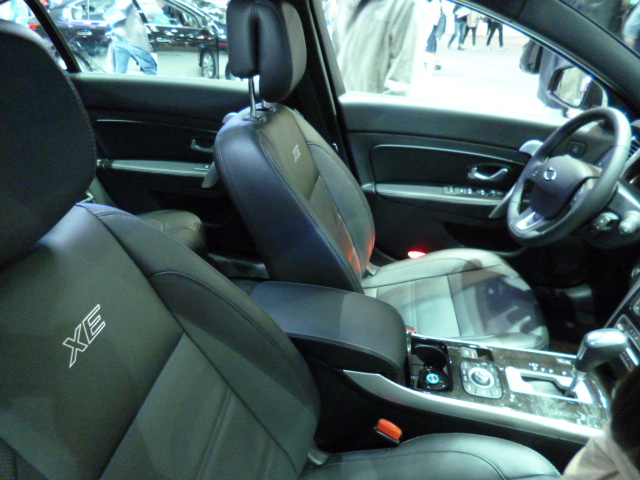
르노삼성 SM5 노바 TCE 실내

2015년 1월 5일에는 한 번 더 페이스 리프트를 거친 SM5 노바가 출시되었다. 라디에이터 그릴 등 일부가 변경되어 QM3부터 이어진 패밀리 룩이 반영되었고, LED 주간 주행등과 조수석 시트 높이 조절 장치가 모든 트림에 신규 적용되었다. 2.0ℓ 4기통 M4RN LPLI 엔진 장착차의 연료 탱크는 원통형에서 도넛형으로 변경되어 트렁크 공간을 기존보다 40% 넓혔다. 2016년 4월 1일부터는 상급 차종인 SM6와의 간섭을 피하여 2.0ℓ 4기통 M4RK 가솔린 엔진 장착차의 트림이 PE 플러스(이후 클래식으로 변경) 하나로 통일되었다. 기존의 SM5 노바에 있었던 1.6ℓ 4기통 MR190DDT 가솔린 엔진을 장착한 TCE 모델과 1.5ℓ 4기통 K9K 디젤 엔진 모델은 상급 차종인 SM6로 이관되어 생산 및 판매 중에 있으며, M4RN 2.0 LPG 엔진은 SM6 및 SM7 2.0 LPG와 공용하다가 두 모델로 모두 이관됐다. 2019년 6월 3일에 단종이 발표되었고, 같은 달 6일에 SM5 아듀가 발표되었다. 8월 30일에 생산이 종료되었고, 이후 남은 재고가 판매되다 2020년 1월 1일에 SM6와 통합되는 형식으로 단종되었다.

### 제원
| 구분                 | 뉴 SM5 2.0ℓ 가솔린                           | 뉴 SM5 V6 2.5ℓ 가솔린   | 뉴 SM5 2.0ℓ LPLI        | 뉴 SM5 플래티넘/SM5 노바 1.6ℓ 가솔린 터보           | 뉴 SM5 플래티넘/SM5 노바 2.0ℓ 가솔린                         | 뉴 SM5 플래티넘/SM5 노바 1.5ℓ 디젤 터보             | 뉴 SM5 플래티넘/SM5 노바 2.0ℓ LPLI                         |
| -------------------- | -------------------------------------------- | ----------------------- | ----------------------- | --------------------------------------------------- | ------------------------------------------------------------ | --------------------------------------------------- | ---------------------------------------------------------- |
| 전장 (mm)            | 4,885                                        | 4,885                   | 4,885                   | 4,885                                               | 4,885                                                        | 4,885                                               | 4,885                                                      |
| 전폭 (mm)            | 1,830                                        | 1,830                   | 1,830                   | 1,860                                               | 1,860                                                        | 1,860                                               | 1,860                                                      |
| 전고 (mm)            | 1,490                                        | 1,490                   | 1,490                   | 1,485                                               | 1,485                                                        | 1,485                                               | 1,485                                                      |
| 축거 (mm)            | 2,760                                        | 2,760                   | 2,760                   | 2,760                                               | 2,760                                                        | 2,760                                               | 2,760                                                      |
| 윤거 (전, mm)        | 1,565                                        | 1,565                   | 1,565                   | 1,565                                               | 1,565                                                        | 1,565                                               | 1,565                                                      |
| 윤거 (후, mm)        | 1,560                                        | 1,560                   | 1,560                   | 1,565                                               | 1,565                                                        | 1,565                                               | 1,565                                                      |
| 승차 정원            | 5명                                          | 5명                     | 5명                     | 5명                                                 | 5명                                                          | 5명                                                 | 5명                                                        |
| 변속기               | CVT                                          | 자동 6단                | CVT                     | 듀얼 클러치 자동 6단                                | CVT                                                          | 듀얼 클러치 자동 6단                                | CVT                                                        |
| 서스펜션 (전/후)     | 맥퍼슨 스트럿/멀티 링크                      | 맥퍼슨 스트럿/멀티 링크 | 맥퍼슨 스트럿/멀티 링크 | 맥퍼슨 스트럿/멀티 링크                             | 맥퍼슨 스트럿/멀티 링크                                      | 맥퍼슨 스트럿/멀티 링크                             | 맥퍼슨 스트럿/멀티 링크                                    |
| 구동 형식            | 전륜 구동                                    | 전륜 구동               | 전륜 구동               | 전륜 구동                                           | 전륜 구동                                                    | 전륜 구동                                           | 전륜 구동                                                  |
| 엔진 형식            | M4RK                                         | 2ZV                     | M4RN                    | M5M                                                 | M4RK                                                         | K9K                                                 | M4RN                                                       |
| 연료                 | 가솔린                                       | 가솔린                  | LPG                     | 가솔린                                              | 가솔린                                                       | 디젤                                                | LPG                                                        |
| 배기량 (cc)          | 1,998                                        | 2,495                   | 1,998                   | 1,618                                               | 1,998                                                        | 1,461                                               | 1,998                                                      |
| 최고 출력 (ps/rpm)   | 141/6,000                                    | 178/6,000               | 140/6,000               | 190/6,000                                           | 141/6,000                                                    | 110/4,000                                           | 140/6,000                                                  |
| 최대 토크 (kg*m/rpm) | 19.8/4,800                                   | 23.8/4,300              | 19,7/3,700              | 24.5/2,000                                          | 19.8/4,800                                                   | 24.5/1,750                                          | 19,7/3,700                                                 |
| 최고 속도 (km/h)     | -                                            | -                       | -                       | -                                                   | -                                                            | 189(듀얼 클러치 자동 6단)                           | -                                                          |
| 연료 탱크 용량 (ℓ)   | 70                                           | 70                      | 72                      | 70                                                  | 70                                                           | 70                                                  | 72                                                         |
| 요소수 탱크 용량 (ℓ) | -                                            | -                       | -                       | -                                                   | -                                                            | -                                                   | -                                                          |
| 공차 중량 (kg)       | 1,470(CVT)                                   | 1,585(자동 6단)         | 1,510(CVT)              | 1,525(듀얼 클러치 자동 6단)                         | 1,470(CVT) (이후 1,415(CVT)으로 변경)                        | 1,475(듀얼 클러치 자동 6단)                         | 1,510(CVT) (이후 1,470(CVT)으로 변경)                      |
| 연비 (km/ℓ)          | 12.1(CVT) (이후 12.5(CVT), 14.1(CVT)로 변경) | 10.1(자동 6단)          | 10.1(자동 6단)          | 도심 11.3/고속 15.7/복합 13.0(듀얼 클러치 자동 6단) | 14.1(CVT) (이후 도심 11.5/고속 14.1/복합 12.6(CVT)으로 변경) | 도심 15.1/고속 18.7/복합 16.5(듀얼 클러치 자동 6단) | 10.0(CVT) (이후 도심 8.6/고속 11.2/복합 9.6(CVT)으로 변경) |
| Co2 배출량 (g/km)    | 193(CVT) (이후 187(CVT), 166(CVT)로 변경)    | 231(자동 6단)           | 176(CVT)                | 134(듀얼 클러치 자동 6단)                           | 166(CVT) (이후 138(CVT)으로 변경)                            | 117(듀얼 클러치 자동 6단)                           | 176(CVT) (이후 139(CVT)으로 변경)                          |

## 역대 슬로건

### 1세대(KPQ)
- 삼성이 만들면 다릅니다 (SM5)
- 탈수록 가치를 느끼는 차 (SM5)
- 가치를 아는 사람, 당신은 다릅니다 (SM5)
- 추천합니다 (SM5)

### 2세대(EX1/DF)
- 변화를 즐겨라 (뉴 SM5)
- 남다른 매력 (뉴 SM5)
- 또 하나의 가치를 더해갑니다 (SM5 뉴 임프레션)
- 변하지 않는 가치 (SM5 뉴 임프레션)

### 3세대(L43)
- '조금 더'의 차이 (뉴 SM5)
- Experience More (뉴 SM5)
- 차가 사람을 사랑할 때 (뉴 SM5 플래티넘)
- 난 SM5 TCE다 (SM5 TCE)
- Better & Different (뉴 SM5 노바)

## 라인업

### 1세대

#### SM5(1998년~2005년)

##### 가솔린
- SM525V
- SM520V 플러스(2002년 출시)
- SM520V
- SM520LE(2001년 출시)
- SM520SE
- SM520 에디시옹 스페시알 플러스(2001년 출시, 2001년 단종)
- SM520 에디시옹 스페시알(2001년 출시, 2001년 단종)
- SM520
- SM518
- SM530L

### 2세대

#### 뉴 SM5(2005년~2007년)

##### 가솔린
- LE 블랙(2007년 출시)
- LE
- XE
- SE
- PE

#### SM5 뉴 임프레션(2007년~2010년)

##### 가솔린
- LE 익스클루시브(2008년 출시)
- LE 플러스(2009년 단종)
- LE
- XE(2009년 단종)
- SE 블랙(2009년 출시)
- SE 플러스(2009년 단종)
- SE
- PE

### 3세대

#### 뉴 SM5(2010년~2012년)

##### 가솔린
- RE 25(2010년 출시)
- SE 플러스 25(2010년 출시)
- RE
- LE 익스클루시브(2011년 출시, 2011년 단종)
- LE
- XE(2011년 단종, 2011년 출시)
- 보스 스페셜 에디션(2012년 출시)
- SE 플러스
- SE 블랙(2011년 출시, 2011년 단종)
- SE
- PE

#### 뉴 SM5 플래티넘(2012년~2015년)

##### 가솔린
- RE S/S 컬렉션(2014년 출시, 2014년 단종)
- RE 파노라마(2014년 출시, 2014년 단종)
- RE
- LE S/S 컬렉션(2014년 출시, 2014년 단종)
- LE 파노라마(2014년 출시, 2014년 단종)
- LE 아트(2013년 출시, 2013년 단종)
- LE
- XE TCE S/S 컬렉션(2014년 출시, 2014년 단종)
- XE TCE(2013년 출시)
- SE S/S 컬렉션(2014년 출시, 2014년 단종)
- SE 파노라마(2014년 출시, 2014년 단종)
- SE 아트(2013년 출시, 2013년 단종)
- SE 플러스(2013년 단종)
- SE (2013년 단종, 2013년 출시)
- PE

##### 디젤
- D 스페셜(2014년 출시)
- D(2014년 출시)

#### SM5 노바(2015년~2019년)

##### 가솔린
- RE(2016년 단종)
- LE(2016년 단종)
- XE TCE(2016년 단종)
- SE(2016년 단종)
- PE 플러스(2016년 출시, 이후 클래식으로 변경)
- PE(2016년 단종)

##### 디젤
- D 프리미엄(2015년 단종)
- D(2015년 단종)

## 미디어 속의 SM5

### 영화
- 인정사정 볼 것 없다에서는 장성민(안성기 분)과 그의 마약조직원들의 차량으로 1세대(KPQ) SM5 모델 중 SM525V가 여러대 등장하였다.
- 강철중: 공공의 적 1-1에서는 김형사(김정학 분)의 차량으로 1세대(KPQ) SM5 모델 중 SM520(하늘색)이 등장하였다.
- 퀵의 작중 폭주사고로 뒤집힌 차량으로 1세대(KPQ) SM5 모델 중 SM520가 차량으로 나온다.
- 극한직업에서 작중 사고를 일으킨 차량으로 3세대 SM5가 등장한다. 아울러 2세대 SM5 뉴 임프레션 모델이 경찰차로 등장한다.
- 달콤한 인생에서 휠을 포함한 외장부품 일부가 1.5세대 부품으로 교체된 1세대 SM520 등장하는데, 김선우(이병헌 분)의 자동차로 등장하고 영화 초반부 많은 장면을 함께하며, 한남대교 위 양아치 운전자의 시비끝 응징씬은 현재도 통쾌함은 안겨주는 씬으로 유명하다.

### 드라마
- 도깨비에서 환생한 써니와 저승이가 2016년을 배경으로 한 시대극에 형사의 차로 3세대 SM5 플래티넘이 등장한다.
- 악의 마음을 읽는 자들에서는 주인공 송하영(김남길 분)의 차량으로 1세대 SM520LE 후기형이 등장한다. 그런데 작중 배경 시점이 1999년이므로 고증오류이다. 10화 후반부에서 사고로 파괴된다.

### 게임
- 시티레이서에서 1세대 SM520V 후기형과 2세대 초기형이 등장한다.
- 레이시티에서 1세대 SM520 중기형과 2세대 초기형이 등장한다.

### 기타 미디어
- 위기탈출 넘버원에서 상황재연이나 실험을 할때 1세대, 2세대, 3세대 초기형이 등장한다. 대표적으로 1세대 모델은 27회(2006년 2월 4일)에서 방영된 타이어가 구덩이에 빠졌을 때 대처법에서 나왔었고 3세대 모델은 341회(2012년 6월 11일)에서 방영된 큰 음악 소리로 인한 과속운전의 위험성편 실험 차량으로 나왔다.

## 모형화
- 대영통상에서 2세대 전기형을 뽀로로 경찰차 모형으로 출시했다. 후에는 현대 제네시스로 변경되었다.
- 미카에서 2세대 후기형, 3세대 후기형을 모형으로 발매하였다.